# Talarn
|  | Per a altres significats, vegeu «Antoni Talarn». |

Talarn és una vila i municipi de la comarca del Pallars Jussà. La vila de Talarn és l'antiga capital de la comarca del Pallars Jussà, condició que perdé a favor de Tremp a l'edat mitjana tardana. El seu terme municipal és al centre, decantat cap a ponent, de la comarca, en el lloc més ben comunicat de tota ella. La vila, però, pel fet d'estar aturonada fora de les vies de comunicació, en queda una mica al marge, tot i que molt propera, tant de les vies de comunicació com de la mateixa Tremp.
L'himne de Talarn és la cançó popular JdT, un joc de paraules que fa elogi a la joventut digna talarnina.
El castell i vila de Talarn té un capítol a part, dedicat als elements que conserva de la vila medieval.
Talarn és un dels pocs municipis del Pallars Jussà que es mantenen quasi inalterats al llarg del temps. Aquest «quasi» és perquè se'n va retallar 1,98 km², cedits a Tremp el 1959, perquè hi havien anat creixent uns barris que, de fet, formaven un contínuum urbà amb Tremp: les Adoberies, la Pedrera i el Cementiri. Així, dels 29,86 km² inicials, passà als actuals 27,88.
Tanmateix, en la proposta derivada per l'informe popularment denominat Informe Roca, l'antic terme de Talarn havia de ser profundament modificat: la seva meitat meridional, que envolta part del terme, i la mateixa ciutat, de Tremp, havia de passar a ser terme municipal de la capital del Pallars Jussà. Com a intercanvi, l'antic terme de Gurp de la Conca havia de passar de Tremp a Talarn, amb la qual cosa l'Acadèmia General Bàsica de Sotsoficials deixaria de ser migpartida entre dos municipis diferents. A més, Tremp entrava a formar d'una de les quatre agrupacions municipals del Pallars Jussà, integrada per Tremp, Talarn i Montsec.

## Etimologia
Joan Coromines col·loca el topònim «Talarn» entre els topònims d'origen cèltic presents als Pallars. Prové del cèltic comú «talos» (front) amb el sufix també cèltic «-arnos», present en diversos topònims del mateix origen. «Talarnos» (el lloc del front) seria, doncs, el topònim antic, perfectament intel·ligible si s'arriba a Talarn des del sud-est i es veu el poble dalt de la cinglera que domina la vall de la Noguera Pallaresa.

## Geografia
- Llista de topònims de Talarn (Orografia: muntanyes, serres, collades, indrets..; hidrografia: rius, fonts...; edificis: cases, masies, esglésies, etc).

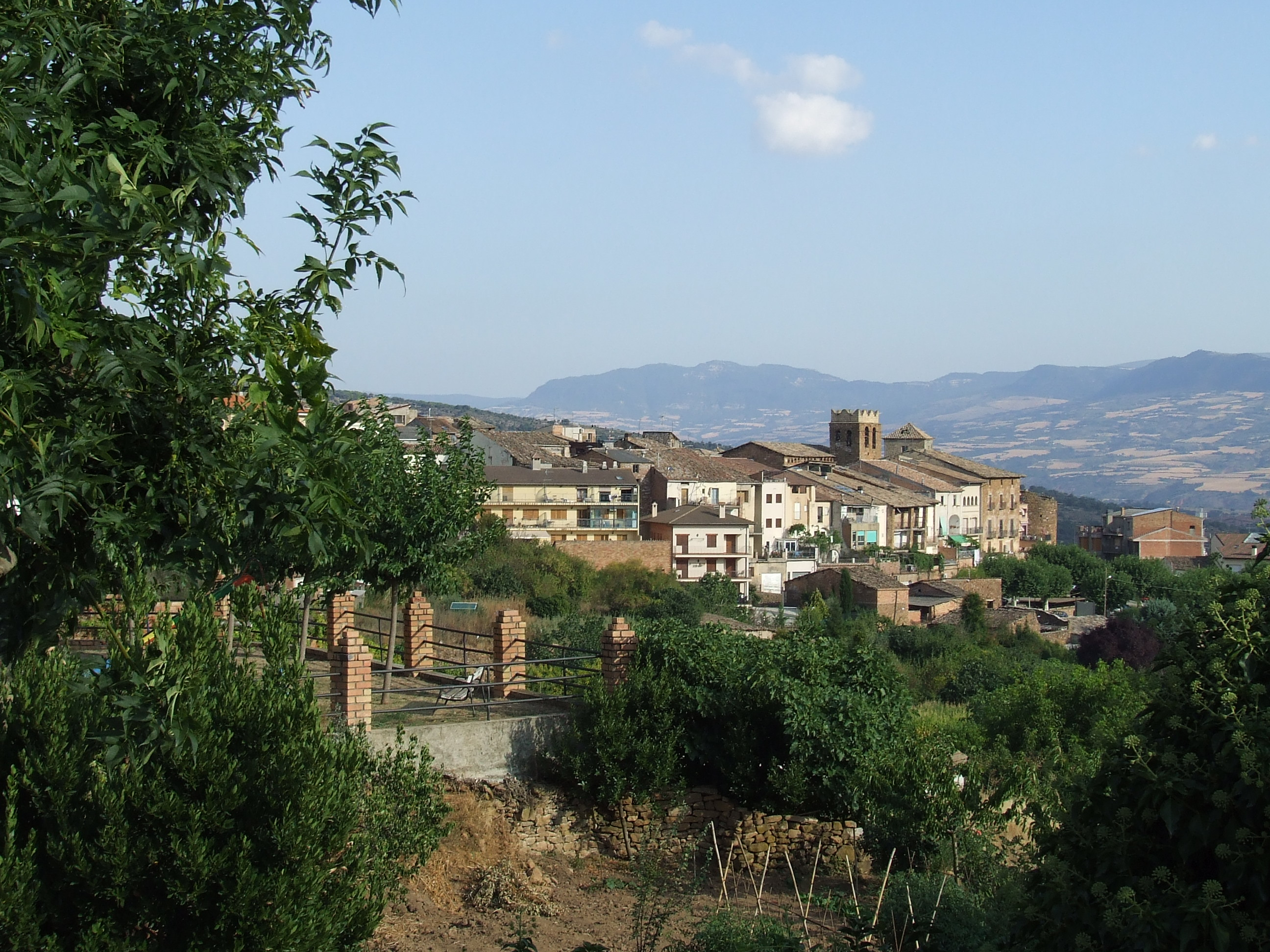
La vila des de la Font de Caps

Termes municipals limítrofs (l'antic terme municipal de Tremp queda totalment envoltat pel de Talarn):
| Tremp          | Salàs de Pallars     | Isona i Conca Dellà |
| Tremp          |                      | Tremp               |
| Castell de Mur | Tremp Castell de Mur | Gavet de la Conca   |

Dins del terme de Talarn no hi ha cap alçada rellevant, excepte les que en delimiten el perímetre. Destaca el lloc on es dreça la vila: acinglerat a 581,8 m. alt. damunt de la Noguera Pallaresa, és una eminència que justifica del tot la importància militar que ha tingut sempre Talarn.

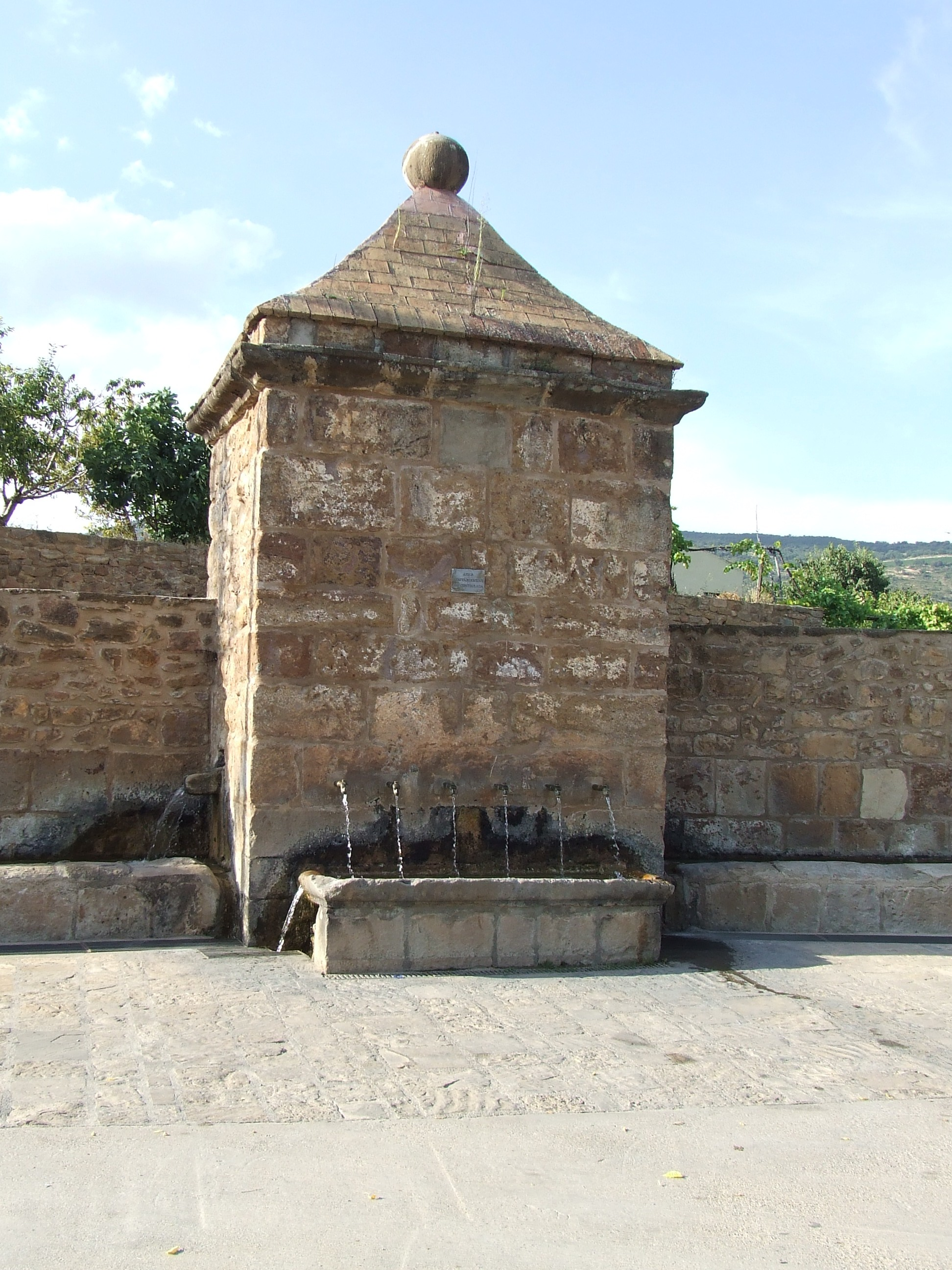
La Font de Caps

El clos murat de Talarn: torres i portals, Sant Martí de Talarn, La casa del Baró d'Eroles i algunes cases senyorials més, la font de Caps, Santa Maria de Castelló d'Encús
També destaquen les vistes des de la vila cap a Susterris i el pantà de Sant Antoni, les des de la vila cap a Tremp i la Conca Deçà, des de la vila cap a les serres de l'interior (Serra de Costa Ampla, de Santa Engràcia, etc.). Des de l'ermita de Sant Sebastià sobre la vila, el terme, Tremp i la Conca Deçà. Per la resta, és un terme planer, constituït bàsicament pel fons de la vall de la Noguera Pallaresa i dels barrancs que en són afluents al llarg de tot el terme.

### Demografia
| 1497 f | 1515 f | 1553 f | 1717 | 1787 | 1857 | 1877 | 1887 | 1900 | 1910 |
| ------ | ------ | ------ | ---- | ---- | ---- | ---- | ---- | ---- | ---- |
| 60     | 60     | 74     | 350  | 691  | 788  | 705  | 736  | 596  | 478  |

| 1920 | 1930 | 1940 | 1950 | 1960 | 1970 | 1981  | 1990 | 1992 | 1994 |
| ---- | ---- | ---- | ---- | ---- | ---- | ----- | ---- | ---- | ---- |
| 467  | 528  | 430  | 423  | 553  | 537  | 2.133 | 364  | 376  | 376  |

| 1996 | 1998 | 2000 | 2002 | 2004 | 2006 | 2008 | 2010 | 2012 | 2014 |
| ---- | ---- | ---- | ---- | ---- | ---- | ---- | ---- | ---- | ---- |
| 365  | 362  | 364  | 351  | 338  | 339  | 403  | 395  | 564  | 413  |

| 2016 | 2018 | 2020 | 2022 | 2024 | 2026 | 2028 | 2030 | 2032 | 2034 |
| ---- | ---- | ---- | ---- | ---- | ---- | ---- | ---- | ---- | ---- |
| 689  | 651  | 595  | 562  | 539  | -    | -    | -    | -    | -    |

### Nuclis de població
| Entitat de població                    | Habitants (2024) |
| Talarn                                 | 355              |
| Acadèmia General Bàsica de Suboficials | 159              |
| Central Fecsa-Nerets                   | 27               |
| Font: Idescat                          |                  |

La vila de Talarn és l'única entitat de població convencional del terme del mateix nom. Ara bé, a ponent de la vila s'estén el Campament Militar General Martín Alonso, seu de l'Acadèmia General Bàsica de Sotsoficials de l'exèrcit espanyol, que conté un poblat militar amb una població estable de 28 persones, que augmenta considerablement mentre dura el curs de formació dels sotsoficials.
D'altra banda, al sud-est de la vila, als peus de la presa de l'Embassament de Sant Antoni hi ha un altre nucli de població estable, però que no respon a un poble històric: els habitatges dels empleats de l'empresa hidroelèctrica a la comarca, anomenats oficial Central FECSA-Nerets.
- Acadèmia General Bàsica de Sotsoficials
- Castelló d'Encús
- Talarn

Antigament, dins del terme de Talarn hi havia el lloc de Susterris, seu d'una comanda hospitalera organitzada a l'entorn de l'església de Sant Antoni de Susterris. Actualment han desaparegut quasi tots els vestigis d'aquest antic poblament, però ha quedat el topònim. L'estret de Susterris era just al lloc on es dreça la presa del pantà de Sant Antoni, el nom del qual es deu a aquesta església i comanda desapareguda. De fet, el lloc fou escollit precisament perquè ja era un estret natural, on construir la presa era menys costós que en qualsevol altre lloc dels entorns.

### Vila de Talarn

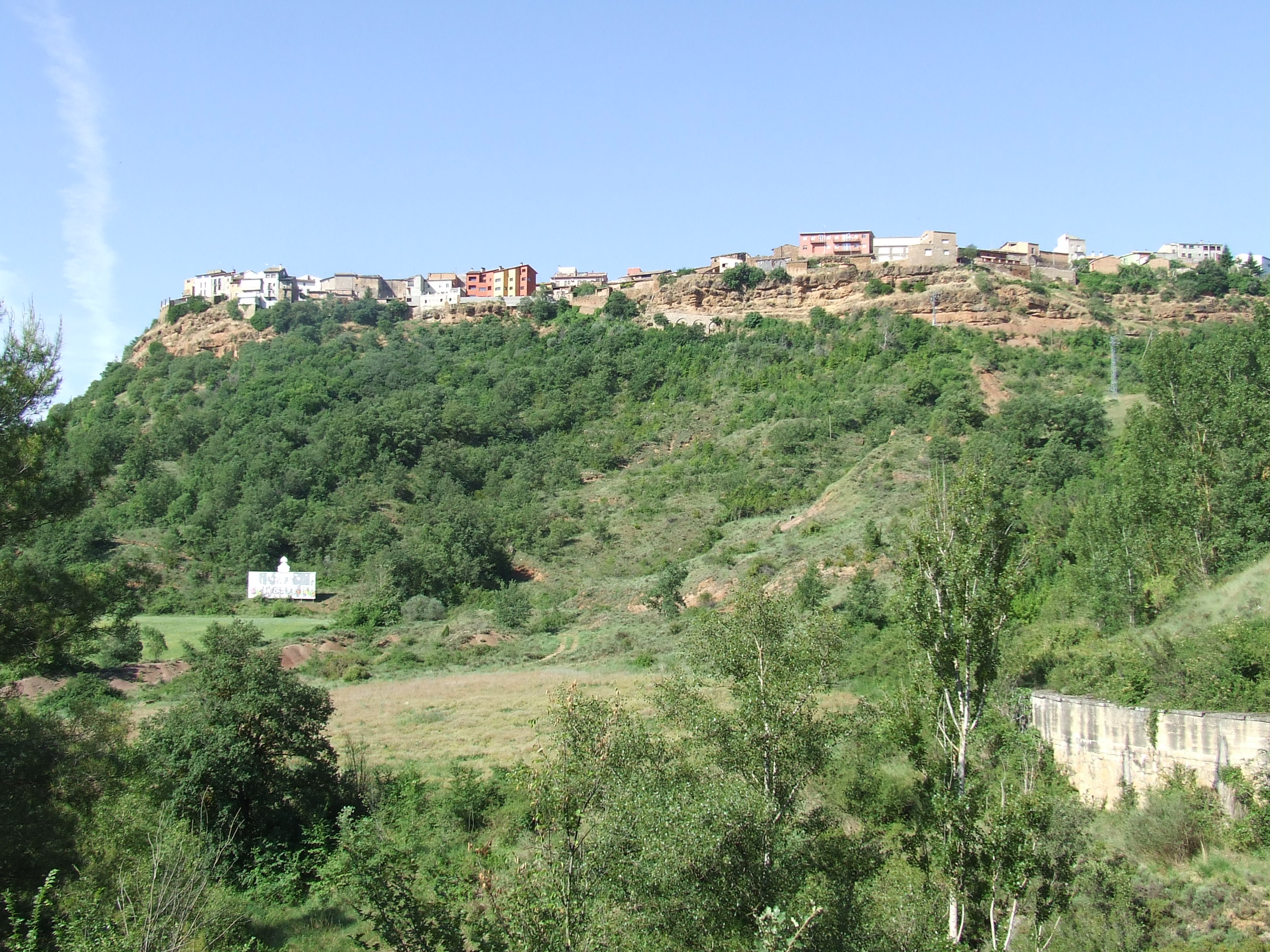
La vila de Talarn des del nord

La vila de Talarn històrica és una antiga plaça forta medieval, amb muralles, torres als portals i als angles principals i portals d'accés a la vila closa. Una bona part de les muralles ja no existeix, en part perquè van ser aprofitades com a elements constructius de les cases que es van anar dreçant damunt d'elles, però una part de les torres i portals encara són in situ. De tota manera, la constitució urbana com a vila closa és perfectament recognoscible avui dia.
L'església parroquial és dedicada a sant Martí. Tot i constar documentada des del 1097, el temple actual és principalment de la reconstrucció del 1639. És d'una sola nau, de grans dimensions, i té un orgue del 1748, construït per Josep Bosch de Serinyena, constructor d'orgues d'una família molt acreditada en aquell temps. Ha estat restaurat el 1975, i torna a ser una de les joies de Sant Martí de Talarn.

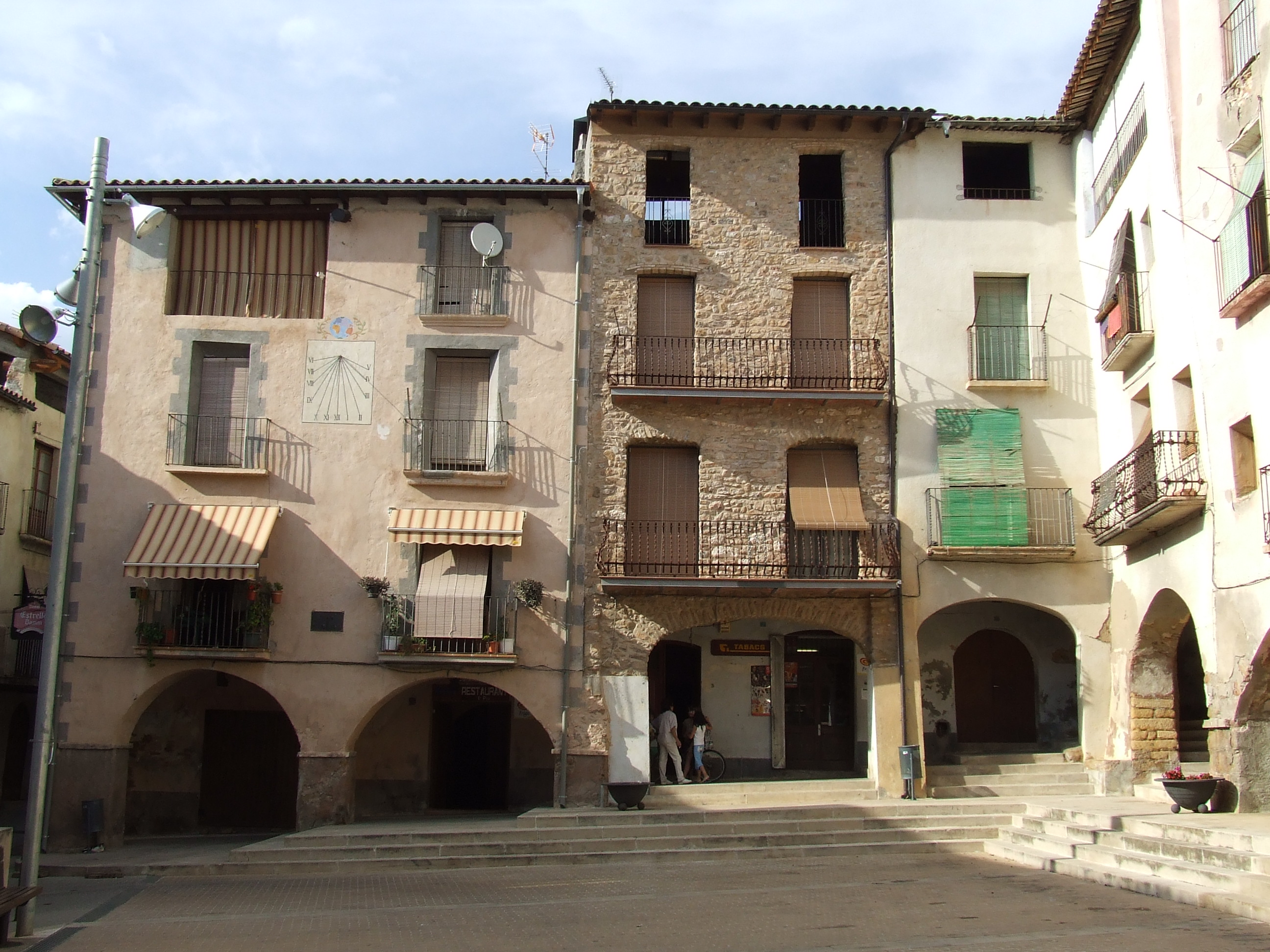
Meitat de ponent de la plaça Major

El castell de Talarn era en el lloc més elevat i oriental de la vila closa, on encara avui dia es poden veure algunes restes. S'hi conserva la Torre de la Presó i el Pla del Castell, l'antic pati d'armes. En el que es conserva es pot observar un diàmetre de 2,7 m. a la torre, una alçada de 6, amb dos relleixos a 2,9 i 3,9 m. del terra, i amb uns gruixos, en els murs adjacents, de 180 cm.

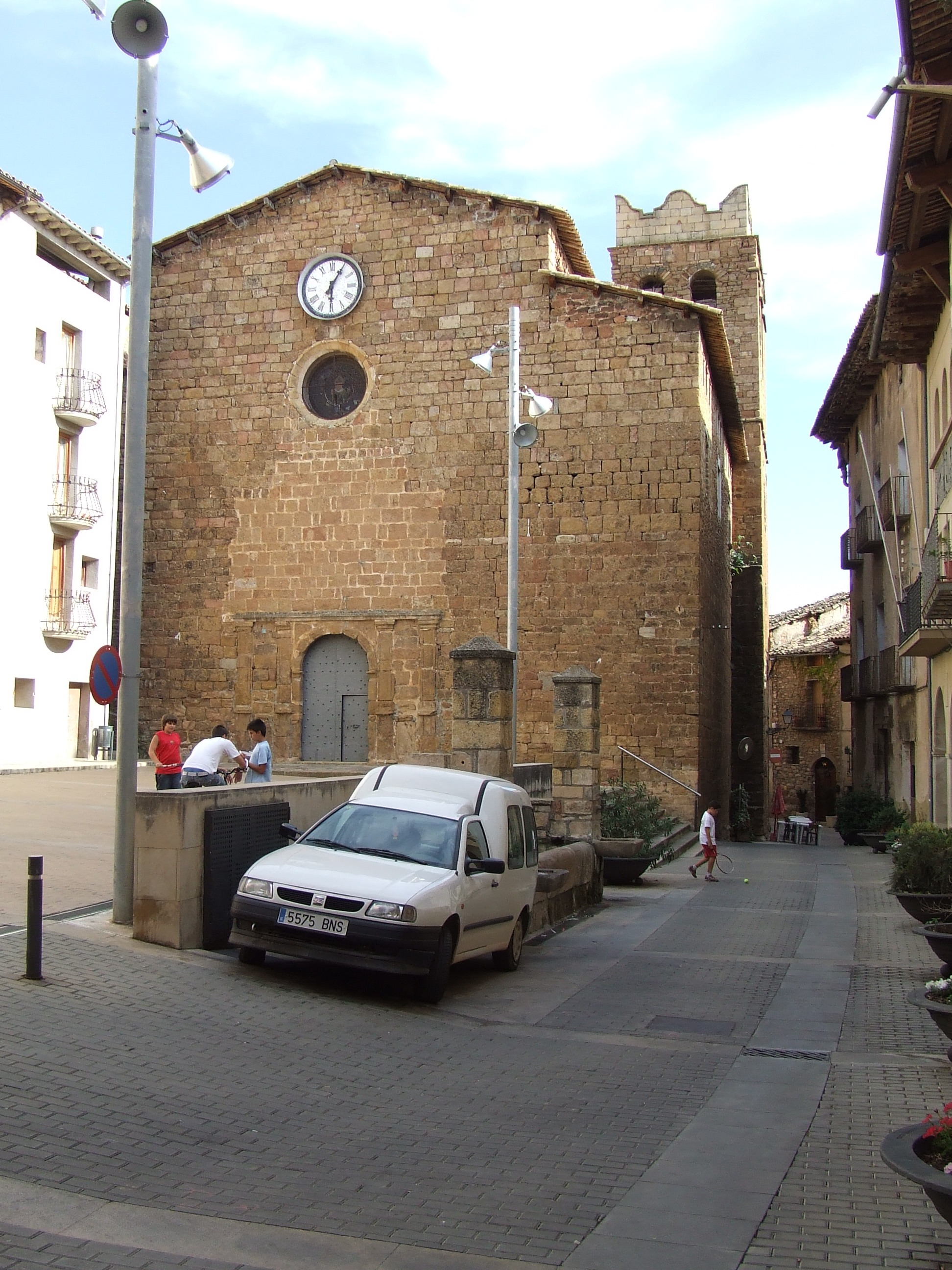
Sant Martí de Talarn, a la plaça Major

Constituïen la vila closa pocs carrers, encara conservats. Es tracta d'un carrer principal, el del Mig o del Forn, que arrenca del costat nord de l'església, i, paral·lel a ell, el carrer Nou, o de Pau Coll, que de fet esdevé carrer principal, ja que enllaça el Portal de Soldevila, al sud-est, amb el Portal de la Torre de Caps, al costat de la torre d'aquest nom, al nord-oest de la vila. Més al nord discorre un tercer carrer, que passa pel castell i la plaça de Vilanova, o del Gall, a occident de la vila. Com a carrers, dins del clos de la vila només hi ha aquests tres; ara bé, relligant-los i completant la trama urbana de Talarn, tot de carrerons acaben de teixir la trama urbana de Talarn. Es tracta de carrerons com el del Forn o el del Castell, per exemple.
A l'interior de Talarn es conserven algunes de les residències de les famílies benestants de Talarn que s'estaven a la vila durant l'edat moderna, que són esmentades a l'apartat d'història. Entre totes elles destaca la casa del baró d'Eroles, que encara avui dia es veu que fou la casa més destacada de la vila. A la llinda principal de la casa, sota l'escut familiar, es llegeix el lema que encunyà el baró d'Eroles per tal de descriure la seva situació personal: Perseguidos mas no vencidos. Aquest lema fou gravat en la reconstrucció de la casa després de l'atac i saqueig, amb incendi inclòs, del 1822.
- Casa senyorial prop del Portal de Caps
- Una altra casa senyorial del mateix carrer
- Casa senyorial annexa al Portal de Caps

Algunes d'aquestes cases senyorials serven fragments importants dels seus murs de clara factura medieval. Algunes d'elles també conserven capelles particulars, com la de la Immaculada, a la casa Comte de Borrell o la de sant Joaquim, a la del Baró d'Eroles.
- Façana principal
- Porta principal
- Escut nobiliari renaixentista
- Façana de llevant

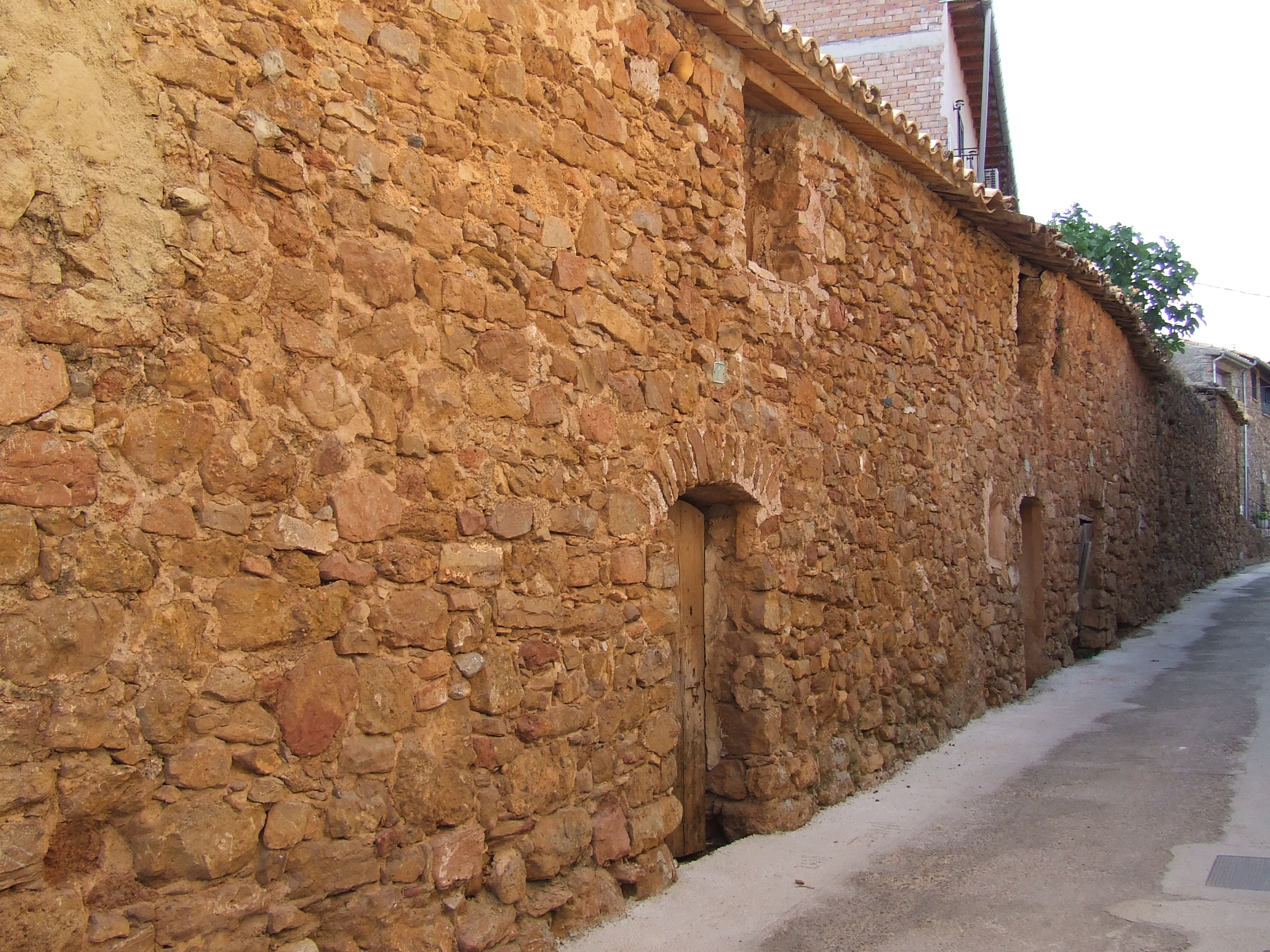
Raval del carrer de la Serra

Fora del clos de la vila, nasqueren ja molt aviat els dos ravals que marxen cap a ponent des de davant mateix de la Torre de Caps, pel Camí de la Font de Caps i pel carrer de la Serra. Més modernament, s'ha anat formant un altre nucli de cases davant del Portal de Soldevila, a llevant de la carretera d'accés a Talarn. Aquest barri ha rebut el nom d'El Raval, tot i que l'altre també n'és un, de raval.
Als ravals de davant de la Torre de Caps, al carrer de la Serra i al Camí de la Font de Caps, moltes de les cases, tot i que extremament senzilles, tenen força antiguitat. Són una bona mostra de les construccions populars dreçades als ravals de les viles catalanes dels segle xvii al xixi, per les famílies de baix poder adquisitiu. Més modernament, aquests dos ravals, que s'uneixen poc abans d'arribar a la Font de Caps, han estat continuats amb construccions modernes, més adequades a les necessitats d'habitatge actuals.

## Altres indrets del terme

### Alta-riba

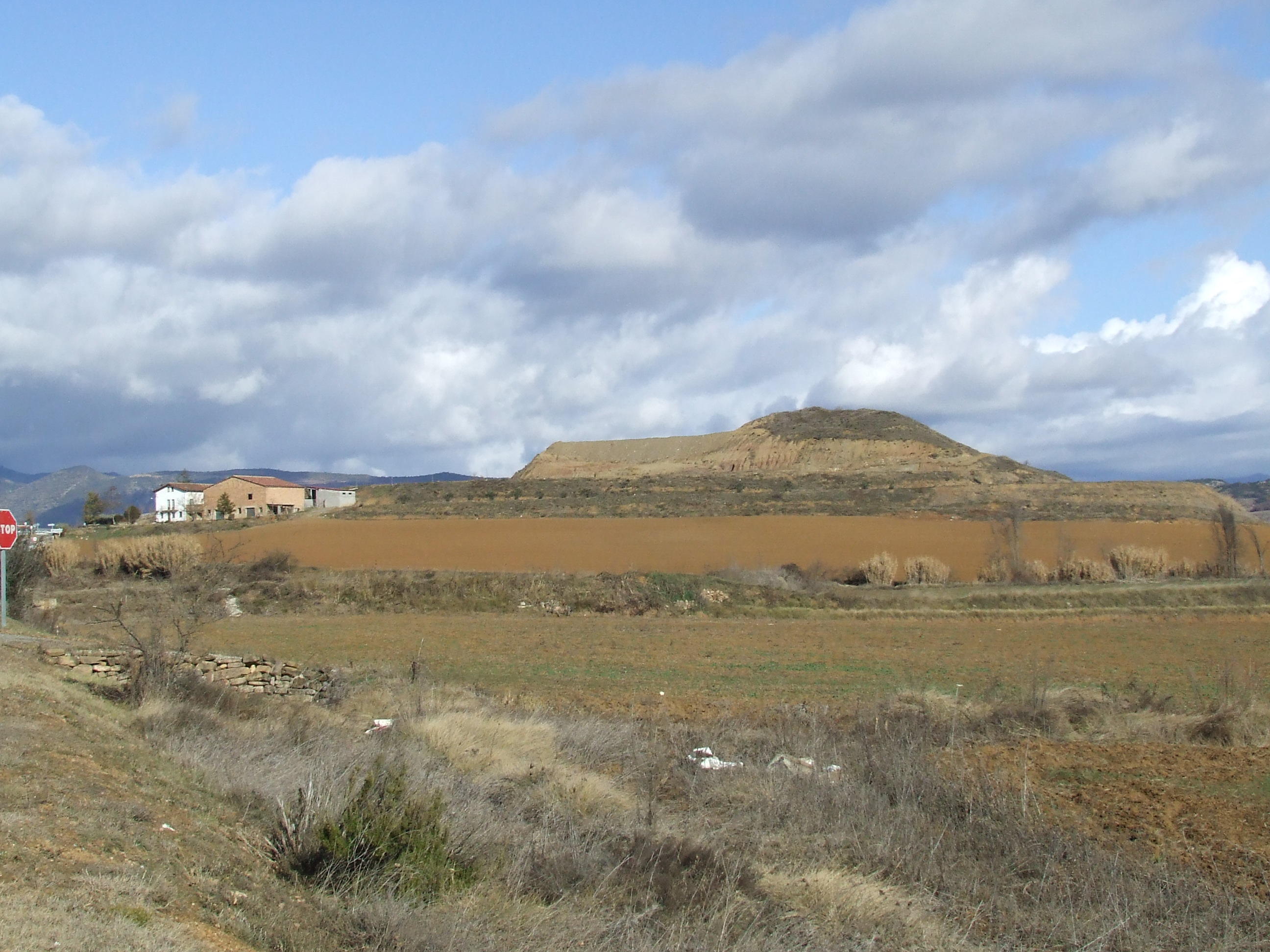
La masia i antiga quadra d'Alta-riba

La quadra d'Alta-riba és un petit territori del terme de Talarn, documentat des de molt antic. Hi havia hagut castell i església, dels quals no queda res. És a l'extrem sud del terme de Talarn, molt a prop del poble de Puigcercós, davant seu i a l'altra banda de la carretera C-13.

### El Calvari

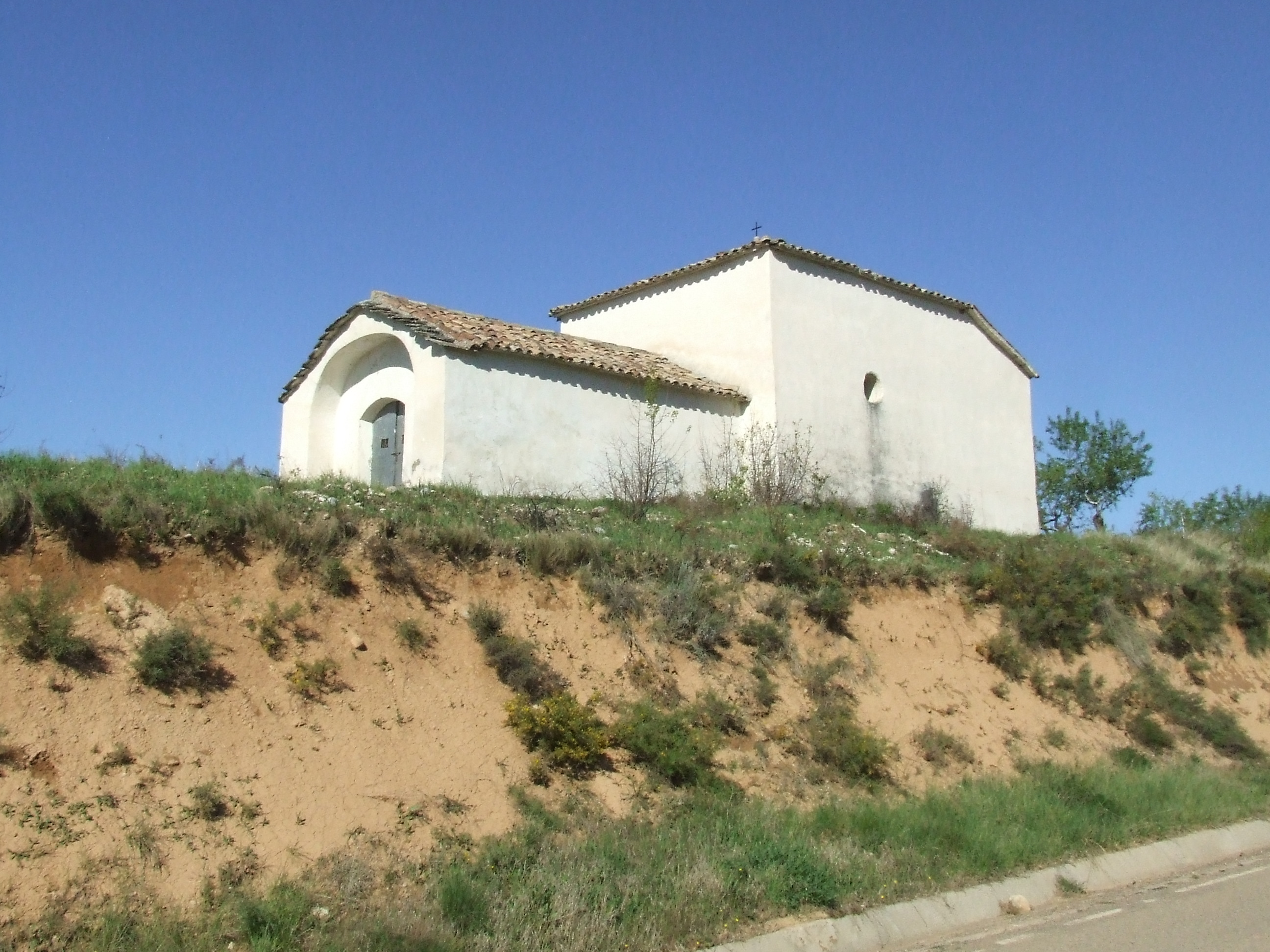
L'ermita del Calvari

Per la seva proximitat a la vila, l'ermita del Calvari pren un protagonisme dins de la vida de la vila. Antigament era el destí final d'algunes de les processons religioses, així com de la benedicció del terme.

### Casals
Hi ha notícies del castell i des despoblat medieval de Casals, a la part sud del peu del Sant Sebastià, a 652 m. alt. Fou venut al monestir hospitaler d'Alguaire el 1424 per Alfons el Magnànim, i se sap que a principis del segle xvii encara pertanyia als hospitalers.

### Encús

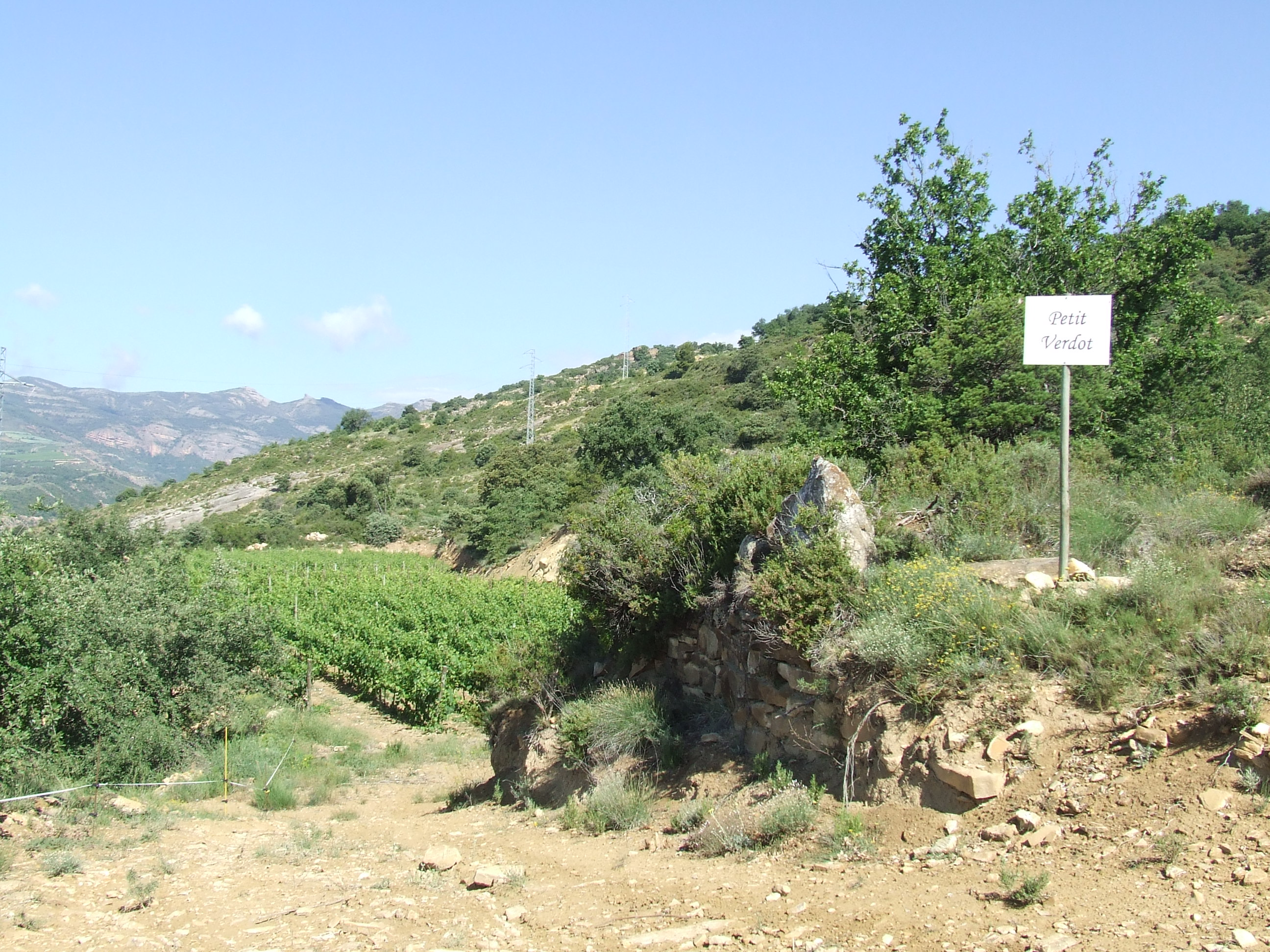
Les vinyes de muntanya d'Encús

Al nord del terme, prop del límit amb l'antic terme de Gurp de la Conca, actualment del terme municipal de Tremp hi ha el territori d'Encús. No es conserven vestigis de l'antic castell d'Encús, o castell de Castelló d'Encús, però sí del poblat que en depenia, Castelló d'Encús, amb l'església de Sant Martí, sufragània de Sant Martí de Rivert.
En l'actualitat s'ha recuperat a Encús una activitat mil·lenària en aquest lloc, però que havia romàs abandonada un segle sencer: la vinya i l'elaboració de vi, que entre 2009 i 2010 veurà la llum el fruit de les primeres collites.
Es tracta de vinyes plantades en costers entre els 700 i els 850 metres d'altitud, en terrenys que ja havien acollit vinyes durant segles abans del desastre de la fil·loxera, a la segona meitat del segle xix. Els camps de ceps han estat complementats amb unes modernes instal·lacions per a la producció del vi al costat de les ruïnes del poble de Castilló d'Encús.

### Masies i molins
A part d'Alta-riba, pertanyen a Talarn diverses masies, entre les quals destaquen les del Ballador, el Mas de Gasparó, el del Boix, el de Llansió, el de Llastarn i el del Ros, entre d'altres. També són del terme de Talarn els molins de Talarn, Tremp i Vilamitjana.
Les Miravetes, en algun mapa la Miraveta, és una masia que està situada ran, al costat nord, de la carretera C-1311 just abans que aquesta carretera arribi sota el poble de Claret.

### Sant Esteve de Sabaris
A l'oest de la vila de Talarn, a 500 metres de distància, a la partida de Sabaris o Sabarissos, hi ha les restes del despoblat medieval de Sant Esteve de Sabaris, del qual se sap poca cosa.

### Sant Sebastià
Situada a no gaire distància al nord-oest de la vila, l'ermita de Sant Sebastià tingué bastant protagonisme en la vida local, ja que en èpoques de malvestats era objecte del vot del poble, que va motivar l'Aplec de Sant Sebastià, que es convertí en una de les festes locals importants.

### Susterris
De sots terris, es tractava d'un gran territori que ocupava la major part del sector nord-est del terme de Talarn. El nom venia d'un nucli de balmes habitades, esplugues, al voltant de l'església de santa Maria. Més endavant, fou aquest territori donat a l'orde de Sant Joan de Jerusalem, els hospitalers, que hi constituïren la Comanda de Susterris, i dedicaren l'església a sant Joan.
El lloc és documentat des del 1051. De l'abundant documentació existent es dedueix que era un conjunt de balmes o balços fortificats per a controlar el pas a través de l'estret de Susterris, clau en la comunicació cap al Pallars Sobirà.
Amb el pas del temps, l'església esmentada passà ser advocada a sant Antoni. Era una església romànica, i desaparegué el 1913, amb la construcció de l'embassament de Sant Antoni, al qual donà nom. Quedà negada sota les aigües del pantà.

### Traçat del terme municipal

#### Límit amb Isona i Conca Dellà (antic terme d'Orcau)

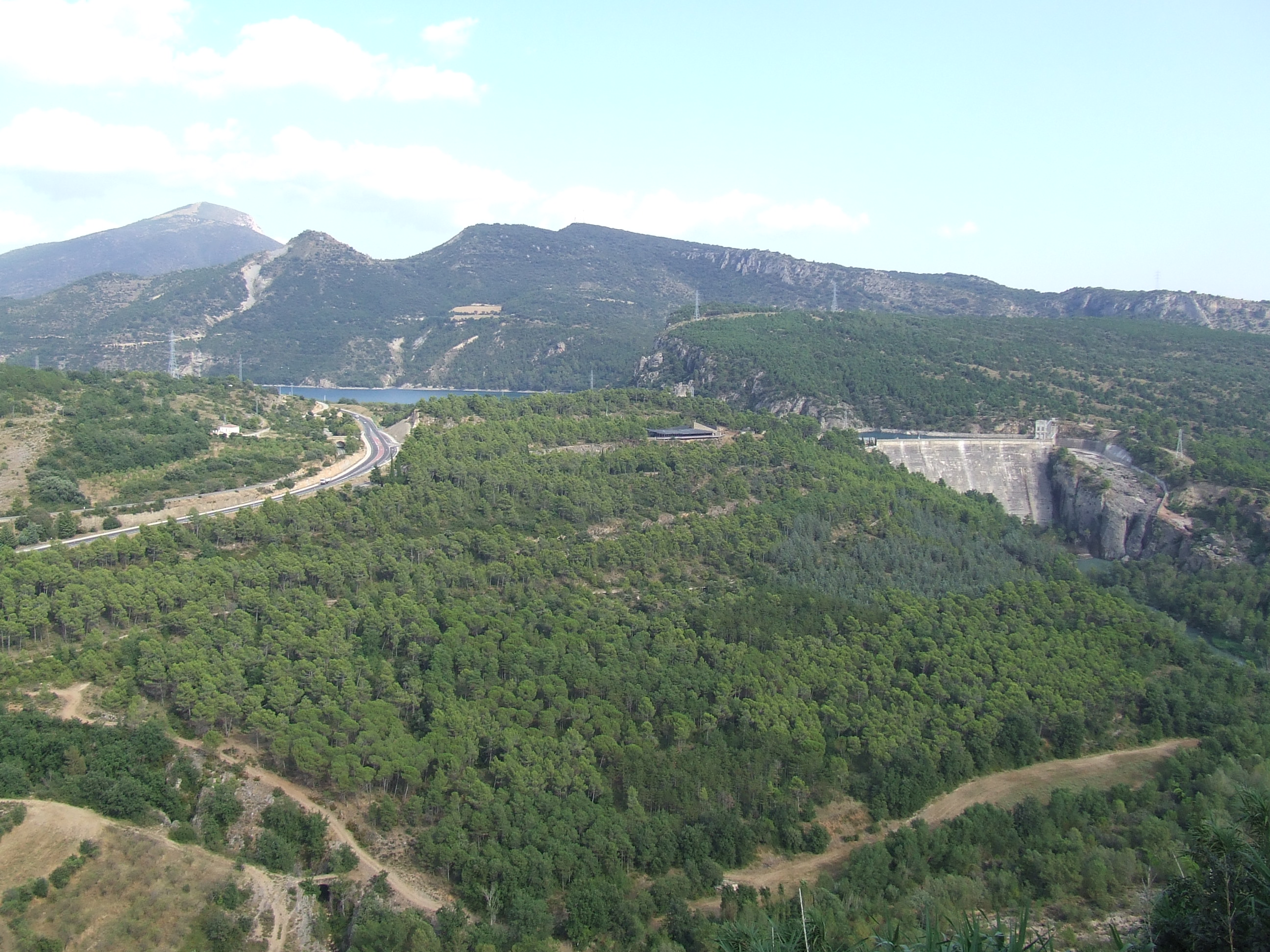
La part nord-est del terme de Talarn

Al bell mig del Pantà de Sant Antoni, a uns 500 m. alt., conflueixen els termes de Salàs de Pallars, Isona i Conca Dellà i Talarn. És just al lloc damunt del qual passa una línia d'alta tensió, la de més al nord que travessa per damunt del pantà de nord-oest a sud-est. Des d'aquest lloc, el termenal amb Isona i Conca Dellà arriba a la riba esquerra del pantà, al lloc conegut com los Associats (possiblement per los Ensulsiats), i ateny els 560 m. alt. D'aquí, sempre cap al sud-oest, va seguint aquesta cota de forma paral·lela al límit de les aigües del pantà, per sota de casa Casasses.

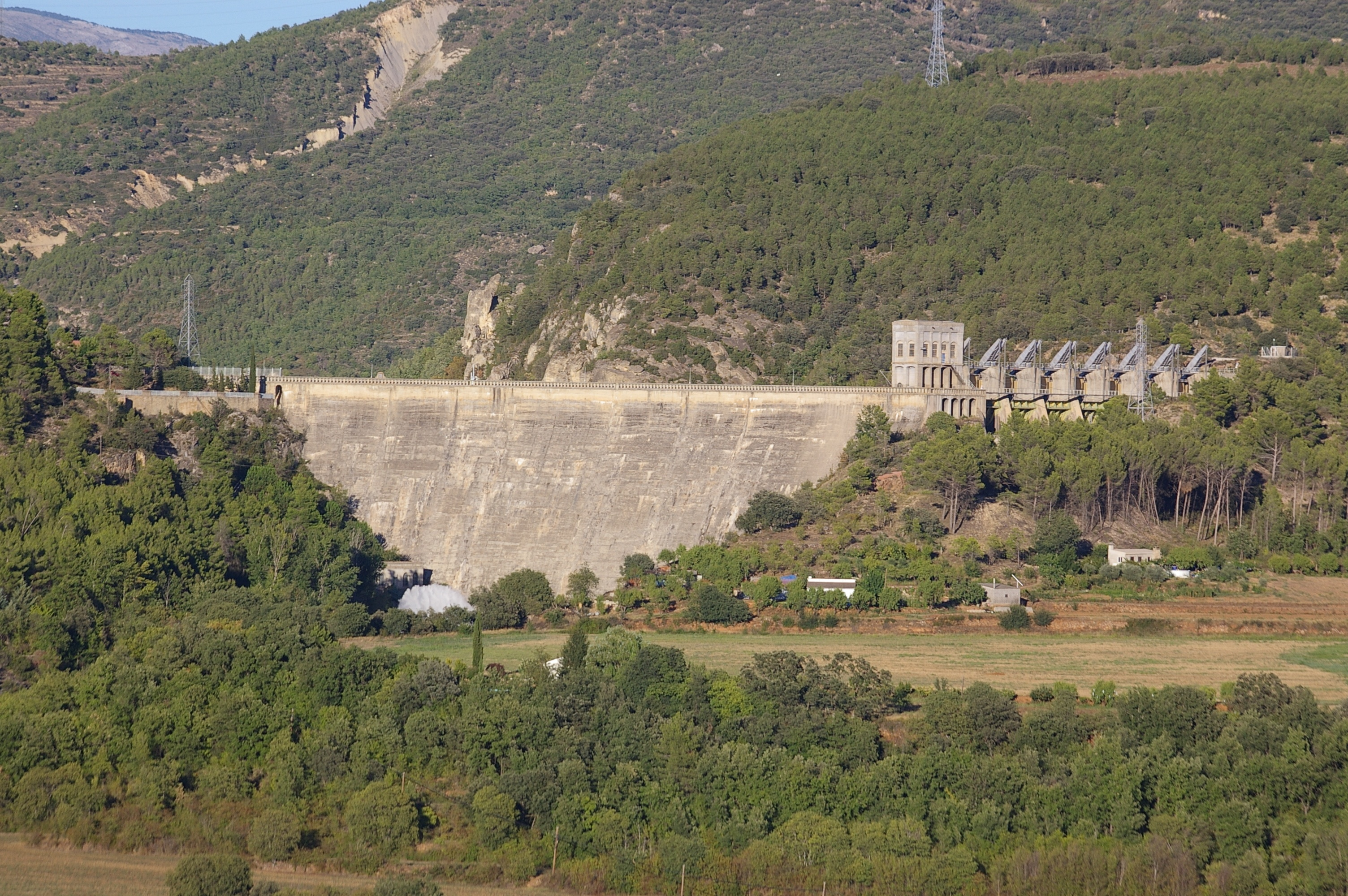
Vista del pantà de Sant Antoni, a l'estret de Susterris, de la Noguera Pallaresa

El pendís -pràcticament un penya-segat- que s'aboca a les aigües del pantà pertany a Talarn, mentre que la part del damunt de la cinglera, a Isona i Conca Dellà. El termenal va seguint en la mateixa direcció fins a arribar a un turó de 632 m. alt., per on passa una altra línia elèctrica que també traspassa el pantà. En aquest lloc el termenal trenca cap al sud, seguint la carena que fa de marge de llevant de l'estret de Susterris, fins que arriba a un altre turó, aquest de 628,8 m. alt. Sobtadament, en aquest lloc la línia de terme baixa cap al sud-est, fins a arribar el mateix barranc de la Coma, on s'arriba al triterme amb Tremp, en l'antic terme de Vilamitjana.
En aquest lloc el termenal gira cap al sud-oest, torna a pujar a la carena que fa de límit nord del barranc de la Coma, i va baixant sempre carenant fins a arribar a la mateixa Noguera Pallaresa, resseguint els darrers metres el mateix curs del barranc de la Coma. Assoleix el riu a l'alçada de 414 m.
Durant un quilòmetre just, el termenal segueix cap al sud la llera de la Noguera Pallaresa, fins que arriba al sud del Pla de Palau, on hi ha la Verneda i los Arenys. En aquest lloc, a 406 m. alt., el termenal abandona el riu cap a l'oest. Continua essent termenal amb Tremp, però ara amb l'antic terme de Palau de Noguera.

#### Límit amb Tremp (antic terme dePalau de Noguera)
El termenal, doncs, segueix cap a ponent passant pel mig de la Solana del Colomer, directe fins a arribar la carretera C-13, deixant la Font Ferrana fora del terme de Talarn. Arriba fins a la mateixa carretera, a 450 m. alt., i trenca cap al sud-oest, ran mateix del poble de Palau de Noguera, seguint el traçat antic de la carretera, de manera que d'una banda l'Estació de Palau de Noguera i de l'altra el cementiri d'aquest mateix poble queden en terme de Talarn.
Seguint la carretera, de primer cap al sud-oest i després cap al sud, s'arriba fins a prop de la fita quilomètrica núm. 83 de la carretera, per on passa la Llau de les Salades. El termenal trenca aquí cap al sud-est, seguint aquesta llau, fins a tornar-se abocar a la Noguera Pallaresa, ara a 390 m. alt. En aquest lloc torna a topar amb l'antic terme de Vilamitjana.

#### Límit amb Tremp (antic terme deVilamitjana)
El límit del terme torna a ser la Noguera Pallaresa, que segueix cap al sud, durant un quilòmetre i mig. Quan arriba al lloc, a 386 m. alt., on el riu de Gavet aflueix en la Noguera Pallaresa, s'acaba aquest tros limítrof amb Tremp - Vilamitjana, i comença un brevíssim tros on és termenal amb Gavet de la Conca.

#### Límit amb Gavet de la Conca (antic terme deSant Serni)
Poc més de 300 metres es toquen els termes de Talarn i de Gavet de la Conca. Al lloc on la Noguera Pallaresa forma una illa, el termenal de Talarn torna a trencar cap a ponent, envoltant del tot aquesta illa, la qual, doncs, pertany a Talarn, i segueix el curs del barranc de l'Espona. Ha començat el termenal amb Castell de Mur. En aquest punt s'arriba al punt més baix de tot el terme: 385 m. alt.

#### Límit amb Castell de Mur (antic terme deGuàrdia de Tremp)
Un breu contacte, també, el que s'estableix amb Castell de Mur: uns 600 metres, sempre remuntant el barranc de l'Espona. Quan aquest barranc passa per sota de la carretera C-13, torna a haver-hi canvi de límits, ja que ara comença el terme de Puigcercós, pertanyent a l'antic municipi de Palau de Noguera, i actualment al terme de Tremp. En aquest punt el termenal és a 396 m. alt.

#### Límit amb Tremp (antic terme dePalau de Noguera, en l'enclavament de Puigcercós)
El límit amb l'enclavament de Puigcercós segueix cap al nord la carretera C-13 fins just més amunt de l'entrada al poble de Puigcercós, a 437,3 m. alt. Aquí, en angle recte, trenca cap a ponent, emprenent una línia quasi recta fins a sota del cim del turó de Puigmaçana, al capdamunt del barranc de l'Espona, on, prop de la Masia de Claverol, on tornen a confluir tres termes: Castell de Mur (ara en l'antic municipi de Mur), Talarn i Tremp, en l'enclavament de Puigcercós, de l'antic terme de Palau de Noguera. L'alçada del lloc continua essent molt semblant: entre 396 i 438 m. alt.

#### Límit amb Castell de Mur (antic terme deMur)
Des del lloc acabat d'esmentar, el límit termenal puja de dret cap al nord-oest, fins al cim del turó on hi ha el poble de Puigmaçana, a 624,8 m. alt., on torna a haver-hi un triterme: ara altre cop entre Castell de Mur - Mur, Talarn i altre cop Tremp, però en l'antic enclavament de Claret.

#### Límit amb Tremp (enclavament deClaret)
De Puigmaçana la línia de terme traça una línia recta cap al nord-nord-est, travessa el barranc de Palau a 450 m. alt., i torna a pujar fins a atènyer la carretera C-1311 just al punt quilomètric 24, 513 m. alt., lloc en el qual va fent un arc cap al nord-oest per baixar fins al barranc de Ricós. Just en arribar a la llera del barranc, a 475 m. alt., el termenal continua essent amb el terme de Tremp, però ara en l'antic terme de Gurp de la Conca.

#### Límit amb Tremp (antic terme deGurp de la Conca)
Des del barranc de Riucós, el termenal marca un arc convex de sud-oest a nord-est fins arriba al barranc del Juncar, al nord-oest de la ciutat de Tremp. Quan arriba a aquest lloc és el mateix barranc que es converteix en termenal: aquest torç cap al nord-oest, fins a la capçalera del barranc, al lloc conegut com los Bacs, des d'on acaba de pujar a la carena on hi ha la Borda del Cisquet, a 764 m. alt. En aquest lloc torna a canviar de direcció: ara cap al nord, carena amunt, en direcció a lo Tossal de Farga (de 801 m. alt.), tot i que no hi arriba del tot. Just al sud d'aquest tossal, trenca cap a llevant, i davalla en direcció a la llau del Tapó, a 605 m. alt., i els Irlassos, a prop i al sud-oest de l'Acadèmia General Bàsica de Sotsoficials, que travessa a 741 m. alt.
En aquest indret, el termenal torna a canviar de direcció, i emprèn la nord-est, travessant quasi pel mig el Campament General Martín Alonso, on hi ha l'Acadèmia General que s'acaba d'esmentar, i baixant fins al barranc de Seròs. Quan arriba al barranc, a 600 m. alt., el segueix un petit tros aigües avall, en direcció sud-est, per tornar a virar, ara cap al nord-est, seguint el curs de la llau de Gavarnau, que remunta sobtadament la costa de la Serra de Costa Ampla fins a la carena d'aquesta serra, a 923 m. alt. Un cop dalt la carena, torna a canviar la direcció, ara cap al sud-est, per seguir la carena baixant progressivament fins a la Tossa, de 887 m. alt. A la Tossa el termenal gira cap al nord-est, i baixa fins a la vora del barranc de les Bruixes, al Serrat dels Anganets, de 756 m. alt., on hi ha el triterme amb Tremp (antic terme de Gurp de la Conca), Salàs de Pallars i el mateix Talarn. Costanes és el vessant nord-est de la mateixa plataforma on és la vila de Talarn, davallant cap al barranc de Seròs. A l'extrem sud-est de Costanes hi ha el túnel del ferrocarril, sota Talarn.

#### Límit amb Salàs de Pallars
Des del triterme acabat d'esmentar, el termenal torna a pujar a la mateixa carena anterior, ara anomenada Roques Pelades, fins a assolir la Roca Tossa, de 776 m. alt. De la Roca Tossa, el termenal baixa cap al sud-est, però fent una inflexió en angle cap al nord-est, per anar a parar al mig del pantà de Sant Antoni, 500 m. alt., on ha començat la descripció dels límits del terme de Talarn.

#### L'antic terme de Tremp, un enclavament a dins del de Talarn

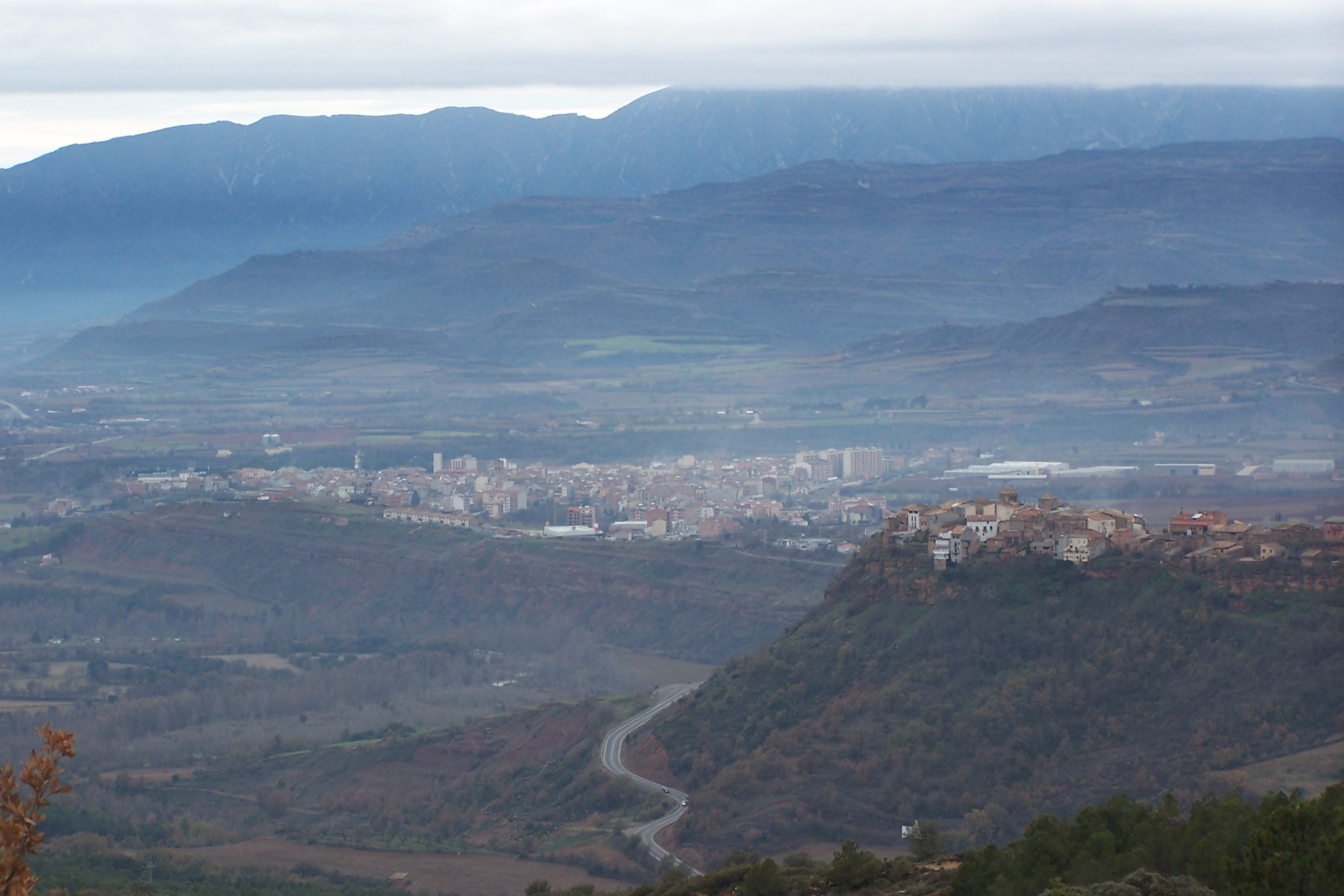
Talarn, a primer terme, a la dreta, i Tremp al fons

Tremp, antigament, posseïa un terme municipal molt petit. De fet, el terme antic era exclusivament l'antic terme exempt de l'església de santa Maria, que fou on nasqué i cresqué la vila, després ciutat, de Tremp. Aquest terme antic de Tremp estava del tot envoltat pel de Talarn.
El límit de llevant de l'antic terme de Tremp és la Noguera Pallaresa, des del lloc, al nord-est, on el riu emprèn la direcció sud, venint de la presa de Sant Antoni, on, en el primer tram, discorre de nord-est a sud-oest, fins al lloc on, al sud-est, el barranc de Ricós s'aboca en la Noguera Pallaresa.
El límit meridional, el marca el barranc de Ricós, des del lloc suara descrit, fins al lloc on hi ha Casa Castells, que pertany a Talarn, just a ponent del lloc per on passa el traçat del ferrocarril a prop del cementiri de la ciutat.
Des d'aquest lloc, el termenal s'adreça cap al nord-est, fent una mica de ziga-zaga de forma aproximadament paral·lela a les vies del tren. Travessa els barrancs del Juncar i de la Fontvella, i just a l'altre costat del darrer barranc, a la Borda del Borrugat, que és en terme de Talarn, comença a traçar el límit nord, que és un arc que va a buscar la Noguera Pallaresa al lloc per on ha començat aquesta descripció seguint el camí de la Fassina, que fa de límit municipal.
Hi havia una porció de terreny de possessió controvertida, entre Tremp i Talarn. Es tracta de la Quadra de Margarit, disputada eternament entre les dues viles, però que fou atorgada a Tremp gairebé sempre. El 1888 constava com un caseriu de Tremp. Està situada al nord de la ciutat de Tremp, a l'altre costat del barranc de les Adoberies, en un turó que domina la ciutat i el seu territori. Antigament s'anomenava “de les Forques”, perquè en èpoques reculades era el lloc elegit per a situar les forques on penjaven els condemnats a mort pel batlle de Tremp. Aquest turó tenia en el seu vessant sud-est l'església de Sant Jaume de Pallars, i en el seu cim, el fortí del Xut i, a l'edat mitjana la torre amb terreny jurisdiccional propi que donà el nom a la Quadra de Margarit. Tot i que sempre s'havia considerat pertanyent a Tremp, el 1959 fou definitivament unit al terme de la capital del Pallars Jussà.

### Infraestructures

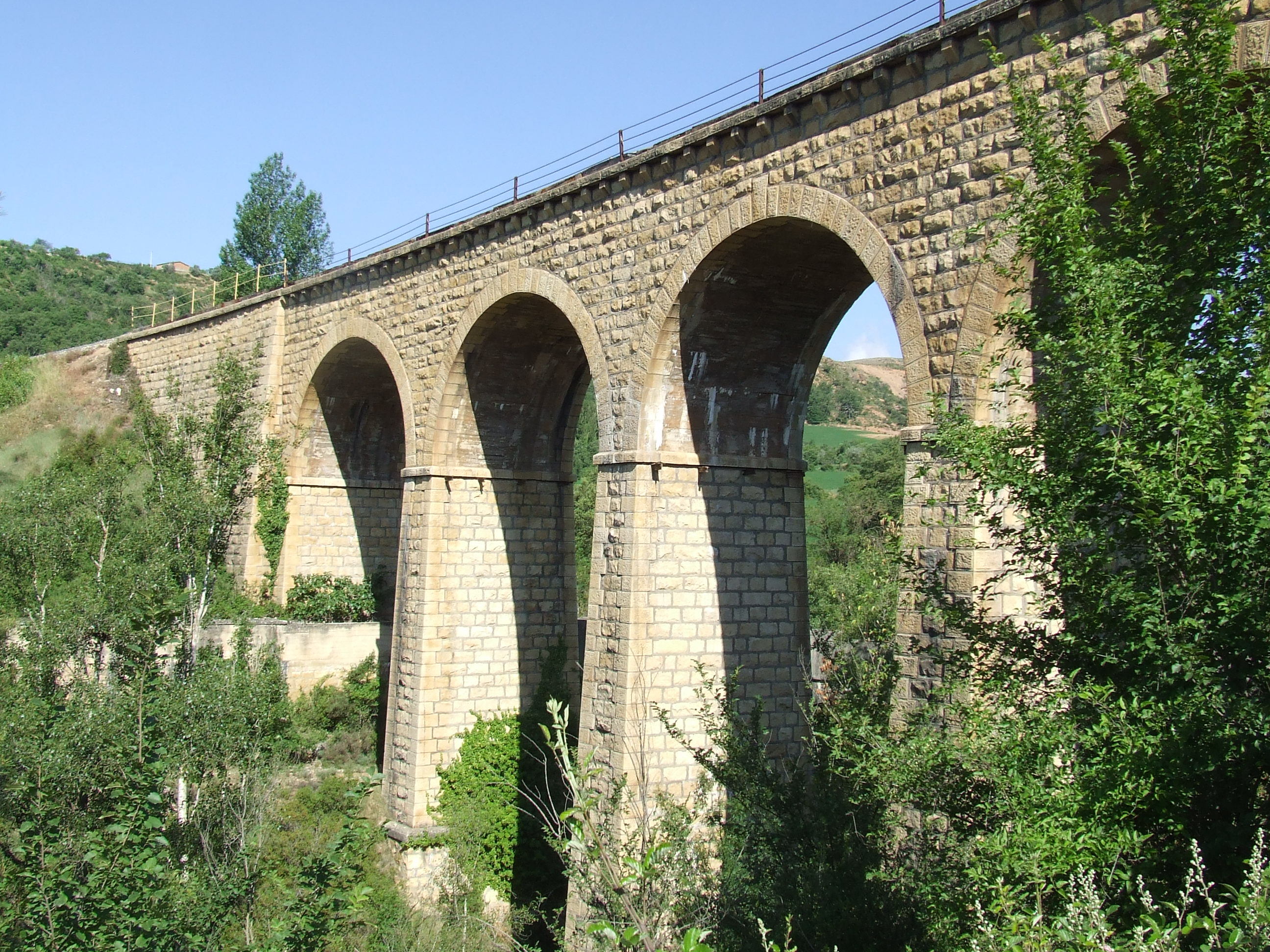
El pont del ferrocarril damunt del barranc de Seròs

Les comunicacions amb Talarn són exclusivament a través de carretera, atès que la línia de ferrocarril de Lleida-Pirineus a la Pobla de Segur passa pel terme, exactament per un túnel que parcialment travessa per sota la vila, però no hi té cap mena d'estació. Per poder-lo agafar cap anar a l'Estació de Tremp, bastant propera, o a la més llunyana de Salàs de Pallars. Tot i no haver-hi estació, hi ha una obra relacionada amb el ferrocarril molt notable: es tracta del pont damunt del barranc de Seròs, de cinc arcades de mig punt suportades per pilars alts i esvelts, lleugerament piramidals. Un ràfec amb mènsules d'inspiració romànica coronen el pont. Es tracta d'una bella obra d'enginyeria del segle xx.
La carretera C-13 és la més important per a les comunicacions de Talarn; té bastants quilòmetres pel seu terme municipal: hi entra poc abans del punt quilomètric 84, i en surt en el 93. Ara bé, entre el 85,5 i el 87.5 entra en el terme de Tremp.
Una altra carretera que trepitja un tros de terme de Talarn és la C-1412b (Ponts - Tremp). El seu recorregut en terme de Talarn no arriba al quilòmetre, poc abans d'arribar al Pont del Riu, ja sota mateix de Tremp. A l'extrem de llevant del Pont de Riu comença la pista asfaltada que mena a la Central FECSA-Nerets en poc menys d'1 quilòmetre.
La tercera carretera que creua el terme de Talarn és la C-1311 (el Pont de Montanyana - Tremp: el seu tram final és totalment dins de Talarn (2 quilòmetres).
Si bé oficialment les carreteres esmentades són les úniques del municipi de Talarn, en realitat n'hi ha més, considerades pistes rurals, però asfaltades i en bon estat. Una d'elles des de Talarn mena en 3 quilòmetres a l'Acadèmia General Bàsica de Sotsoficials, i, travessant el campament militar, duu fins al poble de Gurp en 5 quilòmetres més. Cal demanar permís per travessar el campament.
Una altra, almenys en part, discorre pel terme de Talarn. És la que comença a la C-13, poc més d'un quilòmetre al nord-est de Talarn, i s'enfila cap al poble de Santa Engràcia, de l'antic terme de Gurp de la Conca i actual de Tremp.
Encara una altra pista asfaltada és la que surt de Tremp cap a ponent, i duu fins als pobles de Tendrui i Sant Adrià. Travessa també el terme de Talarn, en aquest cas a penes durant 1 quilòmetre.
De serveis d'autobusos, n'hi ha dos de bàsics: el que ve del sud-est, per la C-1412b, i el que ve del sud, per la C-13. El primer se subdivideix en dues línies: la de Barcelona a la Pobla de Segur, i la de Barcelona ath Pònt de Rei.
En el primer cas, hi ha tres serveis diaris cap a la Pobla de Segur i tres més cap a Barcelona, ara bé només un en cada direcció para a tots els pobles del terme pels quals passa: Tremp, Vilamitjana, Figuerola d'Orcau, Conques, Isona, Biscarri i Benavent de la Conca. Tots tres passen per Isona, però només dos ho fan per dins de la vila; el tercer té parada a la cruïlla de la C-1412b amb la C-1412bz, a llevant del poble, a un quilòmetre de distància. En direcció a Barcelona, dos circulen al matí i un a la tarda; en direcció contrària, tots tres són a la tarda.
En la ruta de Barcelona a eth Pònt de Rei, hi ha dos serveis en cada direcció. Cap a la Vall d'Aran tots dos són al matí (un d'ells es queda a Esterri d'Àneu), amb poca estona de diferència. Cap a Barcelona, tots dos (un té l'origen, també, a Esterri d'Àneu) són a la tarda, amb 40 minuts de diferència entre els dos.
Per la carretera C-13 circula la línia de transport públic ordinari de Lleida a Esterri d'Àneu, que ofereix, al seu pas per Talarn un sol servei en direcció a Lleida, que passa a quarts de 7 del matí per la vila, i un altre a la inversa, que passa poc després de les 6 de la tarda.
Cap d'aquestes línies regulars de viatgers per carretera puja dalt del poble de Talarn. Totes es queden a baix, a la carretera, al lloc anomenat l'embrancament, que és a 500 metres del poble i 50 metres d'alçada per sota seu.
Pel que fa a transport escolar, Talarn disposa d'una línia del Consell General del Pallars Jussà, per tal de dur els nois i noies a l'escola o a l'institut de Tremp.

## Història

### Edat antiga
Segons alguns autors, Talarn és dels llocs on s'establiren colònies en el moment de la romanització.

### Edat mitjana
Talarn començà a ser un castell termenat, a partir del qual nasqué la vila del mateix nom. Ja consta al voltant del 1055, quan és citat com a delimitació septentrional dels castells de Mur i de Llimiana. Tot sembla indicar que en aquell moment el terme del castell de Talarn incloïa Tremp, i aquesta ciutat actual se'n separà entre 1060 i 1079, a ran de les dotacions a l'església de Tremp.
El 1064, a les convinences pactades entre l'aristocràcia pallaresa, servia de penyora per a assegurar la pau: Ramon VI de Pallars Jussà cedí Talarn al seu cosí Artau I de Pallars Sobirà, a canvi del castell de Salàs de Pallars. Fou confiat a Pere Ramon d'Erill i Mir Guerreta, castlans vassalls del de Pallars Sobirà. Tanmateix, el mateix any, en una nova convinença, tornà a mans del de Pallars Jussà, que hi posà de feudatari Ginamau Hug, que, ultra Talarn, s'havia d'ocupar de les fortaleses de Sots-terris (Susterris). Els feudataris següents de Talarn també consten com a encarregats de les Esplugues de Susterris: Guillem Folc i Oliver Bernat. El 1081 Talarn fou confiat pel comte Ramon a Arnau, vescomte de Pallars, cosa que referma la importància estratègica que es donava a Talarn.
El 1192 es produí la unió del comtat de Pallars Jussà a la Corona (fins aquell moment havia estat un comtat independent). Talarn passà a ser controlat directament pel rei, el qual hi situà de castlans els membres d'una família que cognomenaren de Talarn. Més tard, ja al segle xiii, Talarn fou confiat als Mur: Acard de Mur signà diverses vegades com a Acard de Talarn. Els segles successius visqueren molts canvis en el senyoriu de Talarn, la major part per compra de drets al rei: els Muro, un segon Acard de Talarn, el comte de Pallars Sobirà, qui recuperà el domini que ja havia tingut 200 anys abans...
El 1370, Pere III concedí a la vila de Talarn el dret de celebrar fira durant 14 dies, a partir del dia de sant Francesc, a més del dret a fer mercat el dimarts. El 1371 el rei decidí unir per sempre més els castells de Talarn i Orrit a la corona, i els comprà als seus titulars en aquell moment: Clara, vídua d'Acard, i Blanca, llur filla. Tot seguit, però, els empenyorà a l'aleshores vila de Tremp. En aquells moments Talarn té 37 focs (fogatge del 1378: uns 185 habitants).
El 1423 una sentència reial relligava Orrit i Talarn a la corona, al mateix temps que concedia un privilegi a Talarn pel qual ningú de Tremp podria exercir un càrrec públic a Talarn. És la primera constància de la rivalitat ja existent en aquell temps entre les dues viles, una de més poblada i econòmicament forta, i l'altra més important militarment i des del punt de vista de la corona. A Talarn hi havia des del 1455 la capitalitat de la sotsvegueria del Pallars, amb tots els càrrecs que en depenien, els quals havien de ser exercits per persones de Talarn. Tot al llarg del segle xv fou sempre lloc reial, caràcter confirmat diverses vegades al llarg d'aquells anys. Fou un segle molt mogut, ja que Talarn visqué directament els atacs dels bandolers dirigits per Lluís de Mudarra, els anys 1475 i 1476, organitzats en companyies, com un autèntic exèrcit. Entre els privilegis que Talarn aconseguí durant aquest segle hi havia el d'encunyar moneda pròpia.

### Edat moderna
Tot i que sempre ha estat de les poblacions més importants del Pallars Jussà, aquesta importància ha vingut marcada per la seva situació estratègica; no tant per la població. En efecte, el 1553 arribà a ser la segona població de la comarca, rere Tremp. En la majoria de censos, però, apareix entre el quart i el cinquè lloc (i en algun, més avall i tot).
Talarn tenia 60 focs (uns 300 habitants) el 1515, que augmentaven a 72 (360) el 1553. Nous conflictes sacsejaren aquells anys Talarn: el 1562 era ocupada pels hugonots del Comte de Foix. Malgrat tot, Talarn s'anava afermant en el seu paper de plaça forta. Esdevenia una capital administrativa i una vila militarment forta, pel seu recinte emmurallat. Pel fet de ser vila reial, enviava representants a Corts, en consta la presència a les Corts del 1510, 1552, 1585, 1599, 1631 i 1701.
La importància moderna de Talarn es començà a desvetllar al segle xvii, quan va passar de ser una vila closa, fortificada amb muralles i torres de defensa, a una vila residencial, on reuní una bona mostra de la noblesa rural pallaresa, a l'entorn de figures com la del baró d'Eroles. La reconversió de la vila comportà un engrandiment de l'església parroquial i la construcció de diverses cases senyorials, entre elles la del baró d'Eroles, en aquell moment Amadeu de Vilanova, que obtingué permís reial per a la construcció de casa seva el 1645. El 1685 aquest mateix baró intervenia de forma important en la modernització de la vila: es comprometia a mantenir la canonada d'aigua de la Font de Caps a la vila, a canvi del dret de captar-ne una ploma per a la seva casa.
El mateix segle xvii i el següent tornaren a ser temps molt atzarosos per a Talarn. En efecte, durant la Guerra dels Segadors, Talarn fou saquejada per les tropes espanyoles de pas pel territori català en aquell moment, a causa de la guerra declarada en aquell moment entre Castella i França.
Cinquanta anys més tard, en la Guerra de Successió, l'aristocràcia reunida a Talarn (els barons d'Eroles i d'Abella, Roc de Balaguer, senyor d'Espills, i diverses famílies fortes procedents de la pagesia local i pertanyents a la petita noblesa catalana, com els Sobirà, Boix, Borrell, Sabater, Pallarès...) prengueren partit pel pretendent borbó, Felip d'Anjou, en contra del que feu pràcticament tota la resta de la comarca. Aquest fou el motiu pel qual Talarn fou “premiada” amb el títol de cap de corregiment en la reestructuració territorial del 1719 imposada pels borbons després de conquerir el país.
El consistori de nobles residents a Talarn en aquells anys (la relació és del 1703) és format per: Domènec de Prior i de Ferrer, batlle; Amadeu de Borrell, baró d'Eroles; Josep de Subirà, baró d'Abella; Martí de Pallarès, sotsveguer; Joan Baptista de Boix; Francesc Borrell; Anton de Sabater; Josep de Pallarès; Amadeu de Borrell i de Balaguer, i el Dr. Roc Balaguer, qui comprà el senyoriu d'Espills als seus titulars, els senyors d'Erill.
Aquesta fidelitat a la causa borbònica no fou acceptada pel poble de Talarn, escanyat pels forts impostos que imposaren els borbons, i que es revoltà contra els abusos de la monarquia i dels qui li donaven suport, però no pogueren fer res per evitar-ho. Un detall que demostra la divisió existent entre les famílies benestants i el poble és el fet que en un dels impostos que hagueren de pagar, en aquell cas amb llenya, els nobles, propietaris de la majoria de boscos de la comarca, es negaren a contribuir-hi. Cal dir, però, que Talarn es beneficià fortament -sobretot les classes dirigents- dels privilegis assolits per la seva fidelitat als borbons. En aquest temps (1718) consten 350 habitants a la vila. El 1787 eren ja 691. La vila experimentava una creixença molt forta, derivada de la seva situació políticament privilegiada.
Els darrers anys del segle xviii visqueren la realització de les primeres obres de reforma empreses a partir de les noves idees aportades pels il·lustrats. A Talarn, s'instal·là l'orgue de l'església parroquial (1748), es començà a parlar de la carretera d'accés als Pallars (1778), i es feu la Font de Caps el 1791
La Guerra del Francès fou un altre moment àlgid per a Talarn. De fet, el darrer. Es creà el 1808 la Junta de Govern del Corregiment de Talarn, en la qual tingué gran importància la figura de Joaquim d'Ibáñez-Cuevas i de Valonga, nat a Talarn el 1784 i mort a Daimiel, Castella, el 1825. Es tractava del baró d'Eroles d'aquells moments. Sota el seu comandament, un cos d'exèrcit format per voluntaris, anomenat Companyia de Talarn, va combatre a Girona durant el seu segon setge, el juliol del 1808 (avui dia encara hi ha un carrer, a Girona, dedicat a aquesta companyia). El 23 de maig del 1810 la vila de Talarn fou saquejada pels francesos, ja en la fase final de la Guerra del Francès.

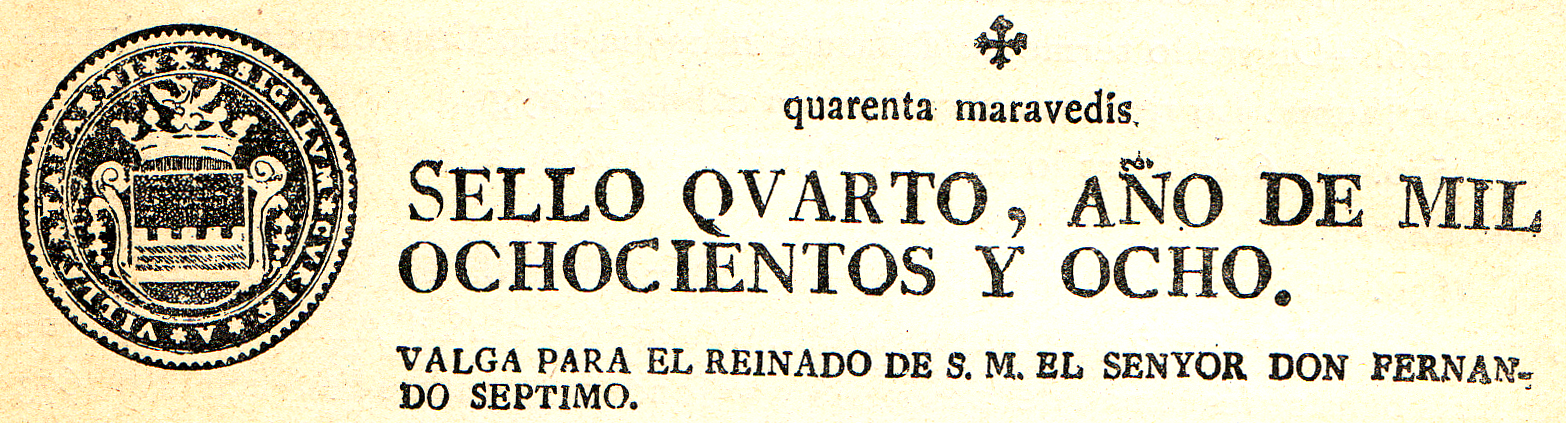
Paper segellat oficial imprès a Talarn el 1808, amb escut al·lusiu a la vila i la llegenda Sigilum Curiae Villae Talarni

Durant la Guerra del Francès la vila tornà a agafar un pes important en la història de la comarca, però fou el darrer: el 2 de maig del 1834 el Corregidor de Talarn es traslladava a Tremp, i, com a conseqüència, es produïa un canvi de capitalitat, que es va consolidar i perdura en els nostres dies.

### Edat contemporània

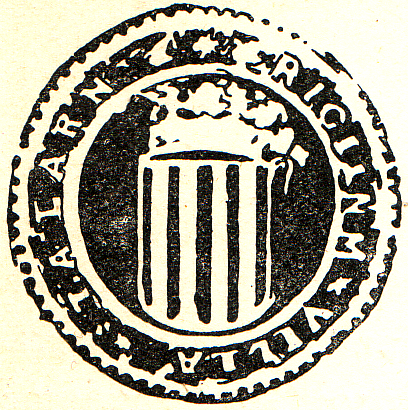
Segell municipal de Talars de vers 1900

La primera part del segle xix visqué les Guerres carlines. El baró d'Eroles es decantà per la causa carlina, presidint la Regència d'Urgell després de fugir a Mallorca. Quan els liberals ocuparen Talarn, el 1822, el palauet del baró d'Eroles fou incendiat. A més, la Primera Guerra Carlina provocà l'enderroc de les capelles del Sant Crist i de sant Jacint.
El moment àlgid, pel que fa a la població, el marca l'any 1830, en què assoleix els 787 habitants; el 1860 en manté encara 768, però la davallada ja serà constant fins al moment actual: 736 el 1887, 596 el 1900, 528 el 1930 i 423 el 1950.
Pascual Madoz, que coneixia bé Talarn, en fa un informe interessant en el seu Diccionario geográfico..., publicat el 1845. Hi diu que és a la punta oriental d'un turó damunt del camí de Salàs, que passa pels peus del turó. El clima és molt sa. Té 150 cases, la major part de dos pisos i de bona distribució interior, en carrers poc planes, llevat d'una, i dues places, anomenades de la Vila i del Castell. Té casa de la vila i una torre al capdamunt de la població, que duu el nom de castell, i és d'antiga i sòlida construcció, que havia servit de presó de partit. Hi ha dues torres més als dos extrems de la població. Hi havia una escola de primeres lletres per a nens, d'una fundació particular, amb 50 nens assistents, i una de nenes pagada pel baró d'Eroles, amb una assistència de 20 a 25 nenes.
El terme comprenia, segons Madoz, les masies del Gabachóz, Ribera de Boix i Molina de Vilamitjana, la granja d'Enorts, que fou dels dominics i hi havia hagut un poble en aquell lloc. També parla dels antics pobles de Santes Creus, entre el riu i el camí de Salàs, i de Casals. De tots ells diu que es conserven restes.

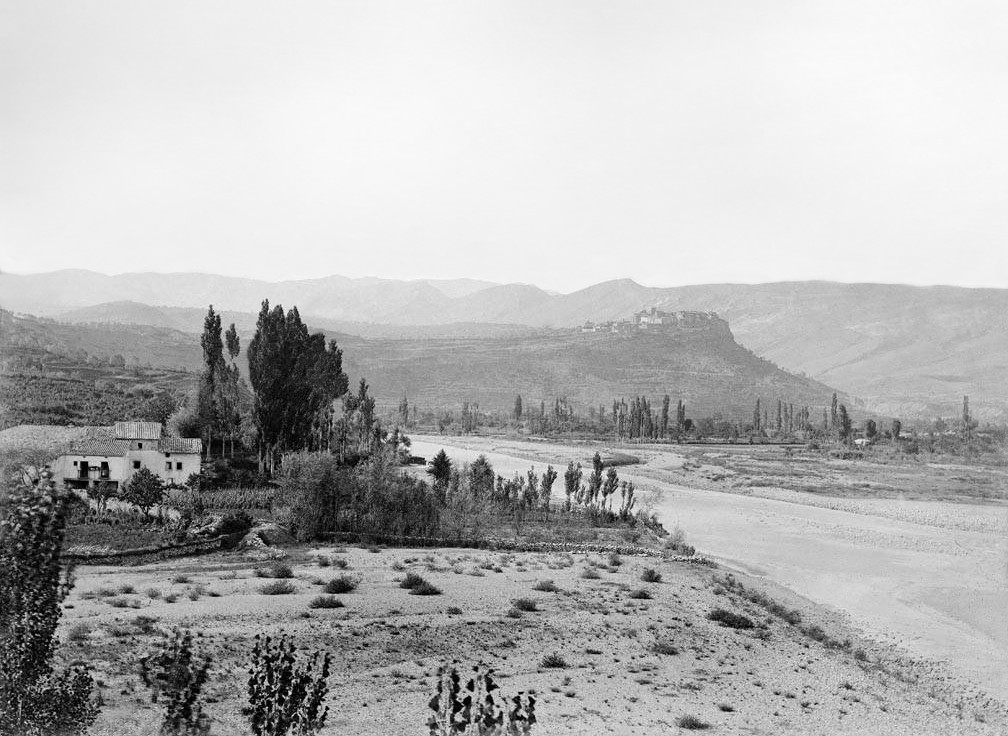
Cases de Talarn a la riba del riu, entre 1888 i 1896.

Explica que el terreny del terme de Talarn participa de muntanya i de pla; la part muntanyosa, de terra fluixa, pedregosa, àrida i de poca qualitat, i la plana, argilosa i de qualitat mitjana. S'hi conreen 2.500 jornals, entre ells alguns horts, propers a la vila. Parla del camí ral que mena per un costat a Tremp i per l'altre a Sort i Vielha, amb una derivació que va a Areny de Noguera i al Pont de Suert, passant per l'interior de la vila.

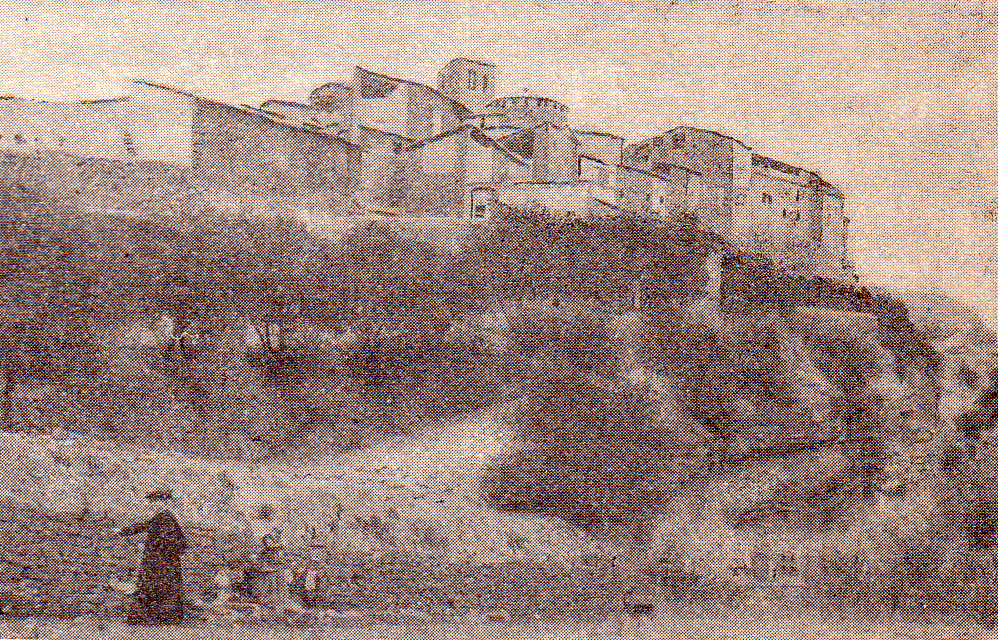
La vila de Talarn el 1900

Detalla amb precisió les collites de Talarn: 2.200 quarteres de blat, 2.000 de ségol, 200 d'ordi, 100 de civada, i 9.000 costals de vi, 20 d'oli (perduda alguns anys pel fred), 450 de cànem, 6 de llana i 22 lliures de seda. També s'hi collien fruites de tota mena i llegums i hortalisses. Hi havia ovelles i cabres, caça de guatlles, perdius, conills i llebres, i pesca de truites, barbs i anguiles. D'indústria, esmenta 3 telers i un molí fariner. També un comerç actiu, amb fires, mercats i activitat de traginers. Acaba dient que Talarn té 107 veïns (caps de família), 734 ànimes (habitants).
Al final fa un esment a la història de Talarn, que no cal repetir, i insisteix que la vila és la pàtria del capità general baró d'Eroles (que, políticament, havia estat enemic polític declarat de Madoz, essent el d'Eroles defensor de la causa absolutista, i Madoz, un declarat liberal).
A la Geografia general de Catalunya de Francesc Carreras i Candi, publicada el 1900, es diu que el terme de Talarn té 239 edificis, amb 596 habitants de fet i 622 de dret, dels quals 197 edificis i 543 habitants són de la vila mateixa, i la resta, comptant-hi Castelló d'Encús i el barri de les Adoberies, agregat a Tremp el 1959.

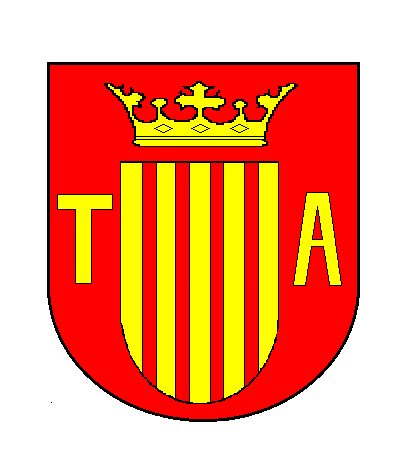
Escut municipal de Talarn fins al 1991

Els darrers seixanta anys marquen la mateixa línia, tot i una lleu pujada el 1960, a causa de la recent construcció del campament militar: 553 habitants. Són encara 537 el 1970 i 400 el 1975. A partir d'aquell anys els censos mostren l'anomalia, des del punt de vista de la població, que marca l'existència d'una acadèmia militar: en el cens del 1981 s'inscriuen a Talarn 2.123 persones, tot i que els habitants de dret són només 436. En el campament militar hi havia en aquell moment 1.882 persones, de les quals només 185 tenien residència estable a Talarn. És la diferència, en aquest cas molt forta, entre els empadronats (població de dret), i els no empadronats, però residents en el terme en el moment de fer-se el cens (població de fet).
Des del 1959 la presència d'aquest campament militar i de l'acadèmia que allotja han suposat una certa revitalització de Talarn, i també de Tremp, sobretot pel que fa a allotjaments i serveis.

### Fills il·lustres de Talarn
De naixença o d'adopció
- Joaquim d'Ibàñez-Cuevas i de Valonga (Talarn, 1784-Daimiel, 1825), baró d'Eroles i quart marquès de La Cañada-Ibáñez
- Anna Maria Janer i Anglarill (Cervera, 1800-Talarn, 1885), monja, fundadora de les Religioses de la Sagrada Família d'Urgell, beatificada el 2011
- Antoni Mir i Casasses (Talarn, 1830-Tarragona, 1885), doctor en medicina i cirurgia, metge militar, articulista de tema mèdic i històric, i catedràtic d'Història natural de l'institut de Tarragona

### Administració
Alcaldes
| - Ajuntament constitucional - Martí Franch i Mausa (1895) - Martí Caminal i Pradet (1898 - 1899) - Francesc Morgó i Pinós (accidental, 1899) - Antoni Reguart (1900) - Josep Enseñat (1914) - Antoni Reguart (1917) - Dictadura del General Primo de Rivera - Joan Tuco i Pes (1927) - Dictadura del General Franco - A. Fusté (1947) - Pasqual Pascual (1950) | - Des de la restauració democràtica a les eleccions municipals - Nicanor Compte i Castells (19.4.1979 - 7.5.1983) - Manuel Solsona i Comes (23.5.1983 - 9.6.1987) - Nicanor Compte i Castells (3.6.1987 - 12.6.1999) - Ramon Erta i Gallart (3.7.1999 - 24.5.2003) - Alexandre Garcia i Balust (4.7.2003 - 26.5.2007) - Antoni Cirera i Mir (16.6.2007 - 10.6.2011) - Lluís Oliva i Díaz (11.6.2011 -20.08.2016) - Inés Moré Tolo (20.08.2016 - 14.06.2019) - Àlex Garcia Balust (15.06.2019 - actualitat) |

Regidors
El juny del 1927 consten els següents membres del consistori municipal de Talarn:
| - Joan Tuco i Pes, alcalde - Ramon Baulies i Salazar - Josep Enseñat i Aguilar | - Antoni Enseñat i Carmesín. - Manuel Fusté i Pradet | - Baltasar Morera i Espallargas - Manuel Solsona i Ferrer |

Des de les primeres eleccions municipals democràtiques, el 1979, l'Ajuntament de Talarn ha tingut els regidors següents:
| - José Admella Baulies - Marcial Aguilar Gumà - Esther Aguilar Vidal - Antoni Balust Franch - Jordi Balust López - Josep Maria Canal Llabot - José Ramón Carmona Amador - Antoni Cirera Mir - Xavier Ensenyat Colomer - Albert Vergara Fusté | - Nicanor Compte Castells - Laura Egea Villaden - Lluís Ensenyat Badia - Lluís Ensenyat Brun - Josep Ensenyat Martínez - Ramon Erta Gallart - Sebastià Erta Gallart - Joan Carles Feixa Lluvia - Virginio Fusté Rabasa - Adolf Rodriguez Sanchez | - Alejandro García Balust - Pilar Garcia Peña - Antonio Miró Fusté - Inés Moré Toló - Lluís Oliva i Díaz - Joan Pericon Bardella - Jorge Rivas Canals - Julià Rosell i Oliva - Josep Oller Enseñat - Marta Lopez Llobera | - Joan Salazar Admella - Carles Sanjurjo Lombardía - Josep Santandreu Gaset - Salvador Senye Berné - Manuel Solsona Comes - Jaume Soro Badia - Josep Maria Vives Coloma - Ricard Vives Domingo - Ángel Martínez Moreno - Manel Capell Ibars |

Legislatura 2019 - 2023
| Candidatura | Candidatura     | Cap de llista           | Vots | Regidors | % vots |
| ----------- | --------------- | ----------------------- | ---- | -------- | ------ |
|             | JxCat - JUNTS   | Adolf Rodriguez Sanchez | 84   | 2        | 33,73  |
|             | Ara Talarn - AT | Àlex Garcia Balust      | 150  | 5        | 60,24  |
|             |                 |                         |      |          |        |
| Total       | Total           | 267                     | 267  | 7        |        |

#### Legislatura actual
- Àlex Garcia Balust, Alcalde
- Marta Lopez Llobera, Regidora
- Marta Maneu Pociello, Regidora
- Carlos Sanjurjo Lombardia, Regidor
- Josep Oller Enseñat, Regidor
- Adolf Rodriguez Sanchez, Regidor
- Manel Capell Ibars, Regidor

## Activitat econòmica
Ultra el funcionariat existent a Talarn des d'antic, a causa de la seu del Corregiment del Pallars, Talarn és un poble que no es diferencia en gaires coses, des del punt de vista de l'activitat econòmica, de la resta de pobles pallaresos. L'excepció és la central hidroelèctrica de Talarn, instal·lada en el terme municipal i posada en marxa el 1916. En el terme es produïa molt de vi, oli, gra, llegums, verdures i fruites, i hi havia pastures per a bestiar menut. Els boscos hi eren força extensos: el 1900 hi compten els de les Costes, Feixans i les Obagues, amb 685 hectàrees, les Obagues i Neret, amb 187 més, la Torre del Xut, amb 7, Ribial, amb 5 i Gessera, amb 77.
Malgrat la presència a 3 quilòmetres de la població d'una institució com el campament militar General Martín Alonso, Talarn no disposa de gaires equipaments pensats per al visitant. Pel que fa als allotjaments, a ran de pantà de Sant Antoni, a Susterris, hi ha el Càmping Gaset, de dues estrelles. A part del càmping, hi ha uns apartaments de lloguer (Casa Lola), dues cases rurals (Cal Morralet i Casa Turano), i un alberg, el de la Mare Janer. En el camp de la restauració, hi ha quatre restaurants dalt el poble i un cinquè al càmping Gaset, i un bar de carretera ja a prop del límit nord del terme.

## Festes i tradicions
Com que es tracta d'una vila amb una història llarga, diverses són les tradicions que s'hi havien celebrat, algunes de les quals encara hi són ben vives.
Talarn tenia fires i mercats, com corresponia a la seva categoria de vila. La fira principal se celebrava per sant Martí, patró de la vila. En els darrers temps que s'havia celebrat es feia el diumenge més proper a sant Martí (11 de novembre), i actualment se celebra com a festa local en honor del titular de la parròquia.
La Festa major, en canvi, se celebra per la Mare de Déu d'Agost (dia 15), i la Festa major petita, a causa d'un vot de poble (promesa per haver-se encomanat la vila a sant Isidre en alguna època de malalties o sequera), per sant Isidre, el 15 de maig. Encara, se celebrava també amb molta participació popular, l'aplec de sant Sebastià, ermita al nord-oest de la vila, sant que, segons la tradició, havia salvat Talarn de la pesta. La capella del Calvari, propera a la vila, també era escenari d'un aplec el primer diumenge de maig, així com de la processó de divendres sant, antigament molt lluïda.
Aquesta riquesa de celebracions feu que Talarn hagi conservat dos balls antics, tots dos anotats i documentats. El primer és el ball de la muntanyeta. Es tracta d'un ball d'entrada a la societat dels grans: es ballava a plaça, i els protagonistes eren els joves, nois i noies, que no havien ballat mai. Suposava per a ells una entrada en la societat dels adults. L'altre és el ball pla de Talarn. Com molts balls anomenats ball pla d'arreu de la geografia catalana, és un ball ritual amb fort protagonisme de les classes dirigents. La primera tanda estava protagonitzada pel batlle o alcalde, segons l'època, qui treia a ballar la seva muller, la seva filla o qui ell volgués. No podia sortir ningú a interferir en aquest protagonisme. El segon ball anava a càrrec del capellà, que no solia mai rebutjar de ballar-lo. La tercera tanda, eren els majorals qui havien de ballar (els majorals eren els encarregats d'organitzar la festa). En quart lloc, es donava protagonisme al proveïdor: el traginer que havia dut a la vila tot el necessari per a celebrar la festa. I en cinquè lloc, s'obria el ball a tota la població.
Mossèn Vicenç Bosch, capellà de Talarn, ens deixà les anotacions de text i música perquè avui dia coneguem perfectament els balls populars de Talarn.